# Jülich

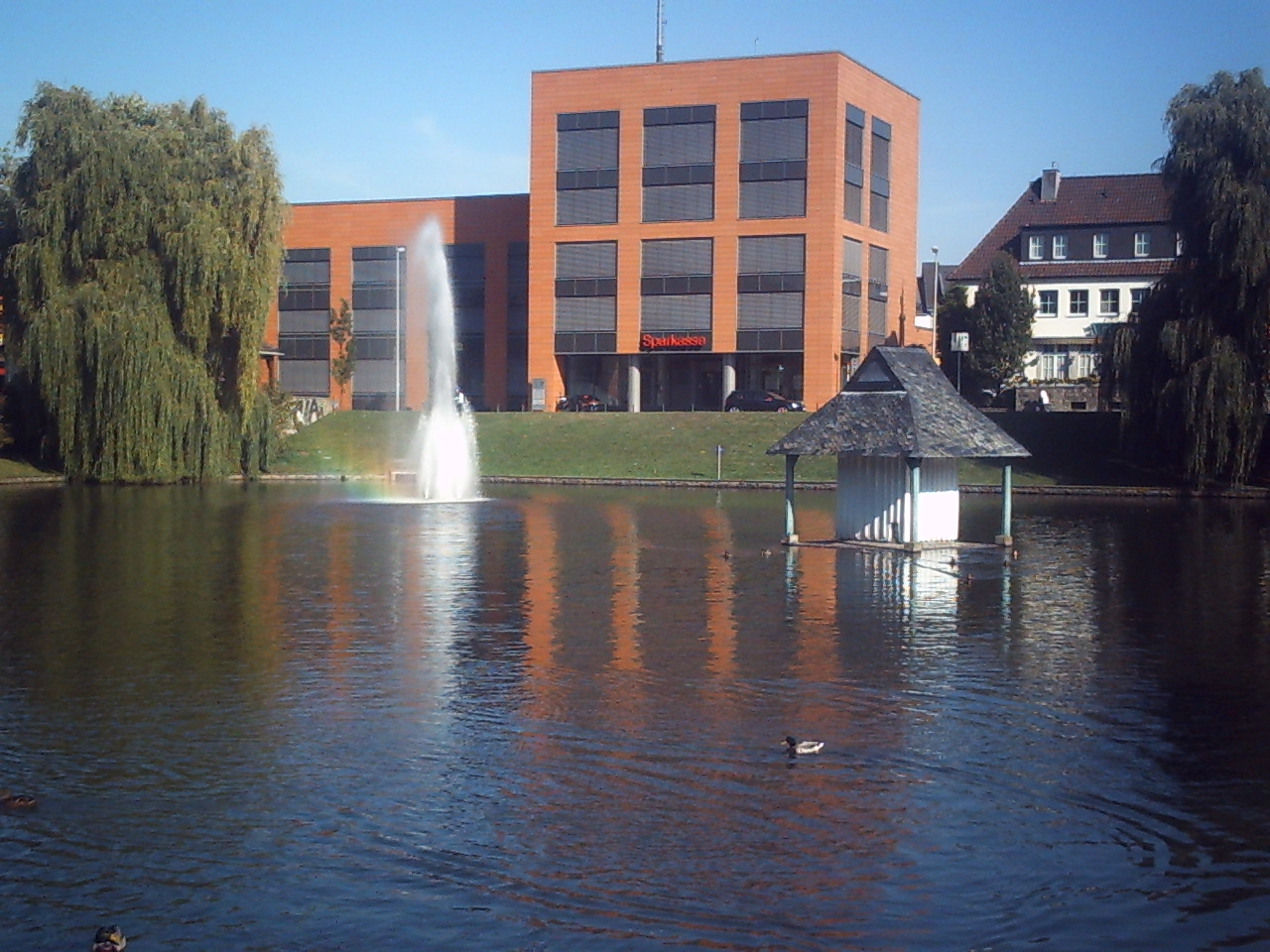
Schwanenteich mit neuerrichtetem Sparkassengebäude im Hintergrund

Jülich (französisch Juliers, niederländisch Gulik, früher auch Gülich) ist eine mittlere, kreisangehörige Stadt im Kreis Düren, Nordrhein-Westfalen, Deutschland.

## Geographie

### Überblick
Jülich liegt an der Rur. Mit seinem relativ flachen und sehr fruchtbaren Umland bildet es den nördlichen Teil der Jülich-Zülpicher Börde. Zur niederländischen Grenze bei Palenberg sind es knapp 20 km Luftlinie, zur belgischen bei Lichtenbusch knapp 30 km, Köln und der Rhein liegen etwa 40 km östlich. Jülich besteht neben der Kernstadt aus 15 weiteren Stadtteilen (Dörfern). Begrenzt wird dieses Stadtgebiet im Norden von der Stadt Linnich, im Nordosten von der Gemeinde Titz, im Südosten von der Gemeinde Niederzier, im Süden von der Gemeinde Inden und im Westen von der Gemeinde Aldenhoven. Die größte Ausdehnung von Ost nach West beträgt 13,3 km und von Nord nach Süd 10,9 km. Abgesehen von der künstlich aufgeschütteten 302 m hohen Sophienhöhe östlich von Jülich liegt der höchste Punkt des Stadtgebiets in Bourheim bei 110 m, der tiefste mit 70 m in Barmen.

### Stadtbezirke
Die Stadt Jülich gliedert sich in 16 Stadtbezirke:
- Kernstadt
- Altenburg
- Barmen
- Bourheim
- Broich
- Daubenrath
- Güsten
- Kirchberg
- Koslar
- Lich-Steinstraß
- Mersch
- Merzenhausen
- Pattern
- Selgersdorf
- Stetternich
- Welldorf (mit Serrest)

### Gewässer

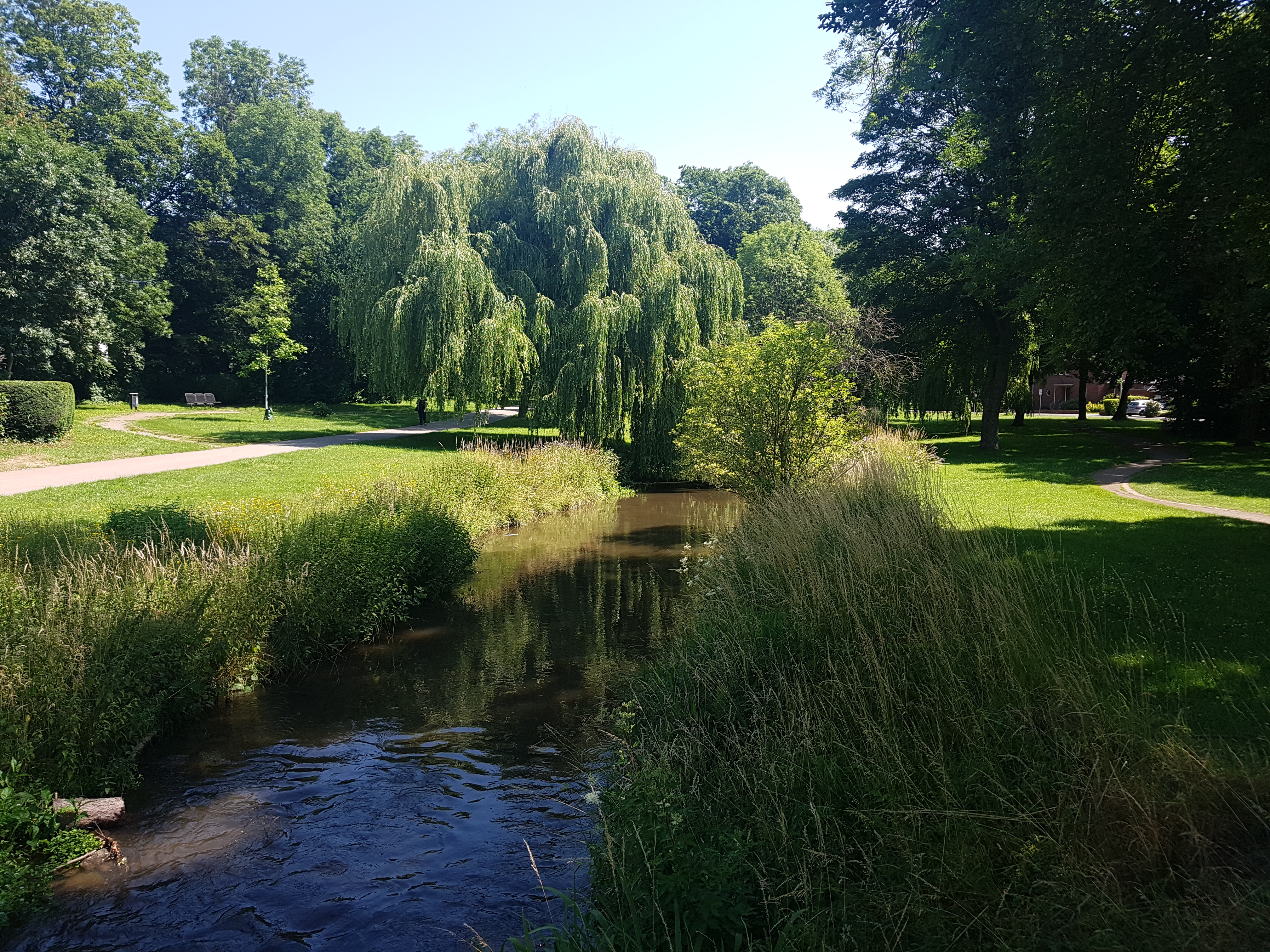
Prägend für das Stadtbild ist die Promenade mit dem Ellbach.

Die Stadt Jülich wird außer der Rur von folgenden Gewässern durchflossen bzw. berührt:
- Ellebach (vor Ort meist Ellbach genannt), entspringt in der Drover Heide bei Kreuzau-Stockheim und fließt über Ellen – Niederzier – Stetternich von Osten her in die Stadt, die er entlang der Promenade in Richtung Westen durchquert, um sich in der Nähe des Hexenturms abrupt nach Norden zu wenden und parallel zur Rur noch bis kurz vor die Autobahnbrücke zu fließen, wo er schließlich in die Rur mündet.
- Iktebach, entspringt nahe der Umspannanlage Oberzier und fließt von Südosten her in die Stadt, wo er kurz hinter der Promenade nahe dem Hallenbad in den Ellbach mündet, ist allerdings seit mehreren Jahrzehnten die meiste Zeit des Jahres ausgetrocknet.
- Krauthausen-Jülicher Mühlenteich, wird bei Selhausen von der Rur abgeschlagen, fließt von Süden in die Stadt, überquert bei Kartaus mit einem Brückenbauwerk den Iktebach und mündet kurz vor der Promenade über einen kleinen Wasserfall in den Ellbach.
- Altdorf-Kirchberg-Koslarer Mühlenteich, wird bei Kirchberg von der Inde abgeschlagen (vor der Tagebau-bedingten Verlegung der Inde 2005 bereits beim ehemaligen Altdorf) und fließt zwischen Kirchberg und Koslar unmittelbar am westlichen Rand des eigentlichen Stadtgebiets von Jülich und seinem Brückenkopf vorbei, um bei Floßdorf in die Rur zu münden.

## Klima
Die folgenden Daten wurden erhoben von der meteorologischen Station des Forschungszentrums Jülich.
| Jahresmittelwerte von 1961 bis 2004 |              |              |             |
|                                     | Jahresmittel | Minimum      | Maximum     |
| Temperatur in °C                    | 9,8          | −21,1 (1979) | 37,6 (2003) |
| Sonnenscheindauer in h              | 1528         | 1224 (1981)  | 2168 (2003) |
| Niederschlag in mm                  | 693          | 441 (1976)   | 1042 (1966) |
| Windgeschwindigkeit in m/s          | 3,1          | 2,6 (89/92)  | 3,8 (1970)  |

## Geschichte

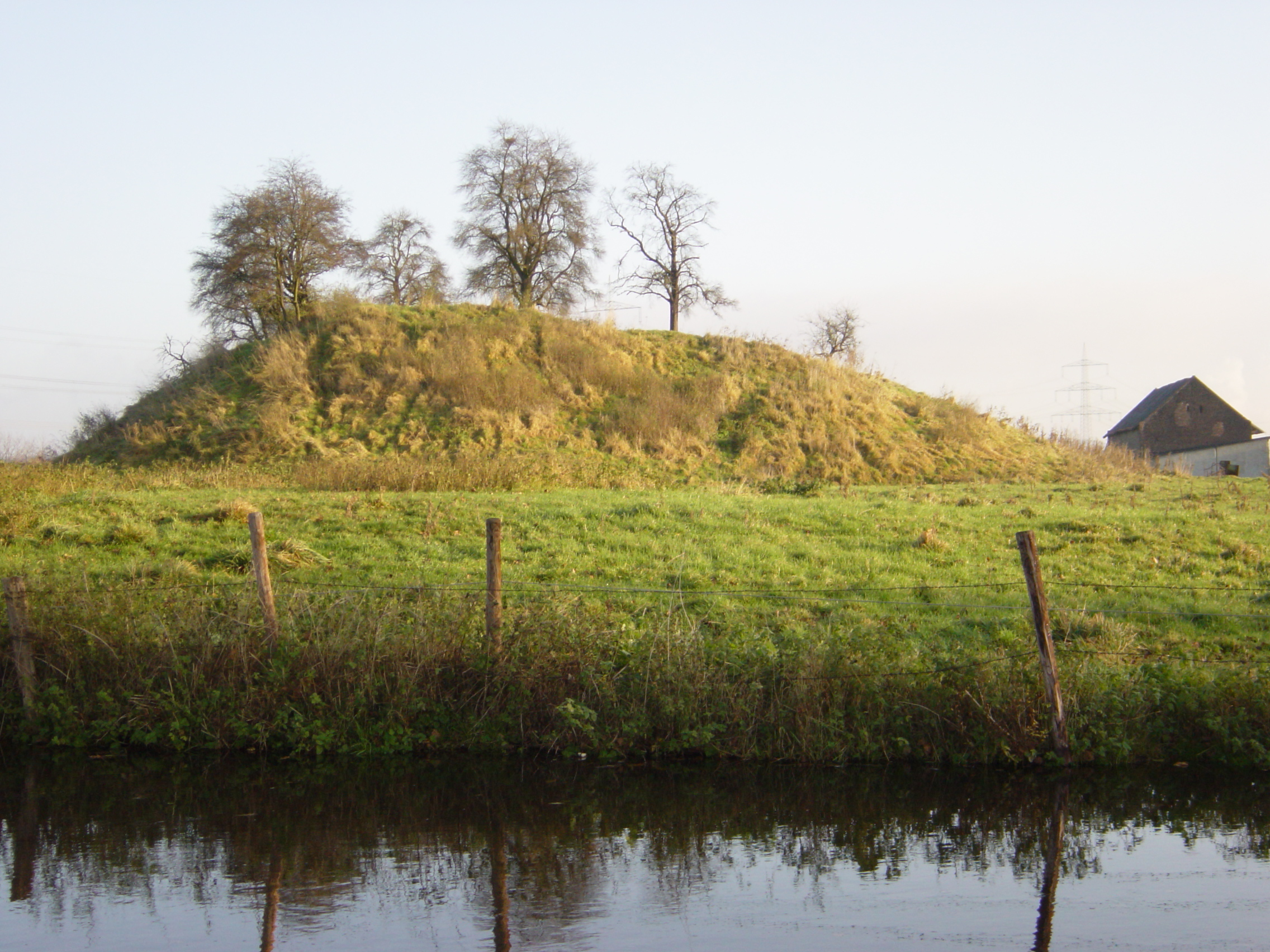
Die Motte bei Altenburg/Jülich, Reste einer Turmhügelburg aus dem 12. Jahrhundert

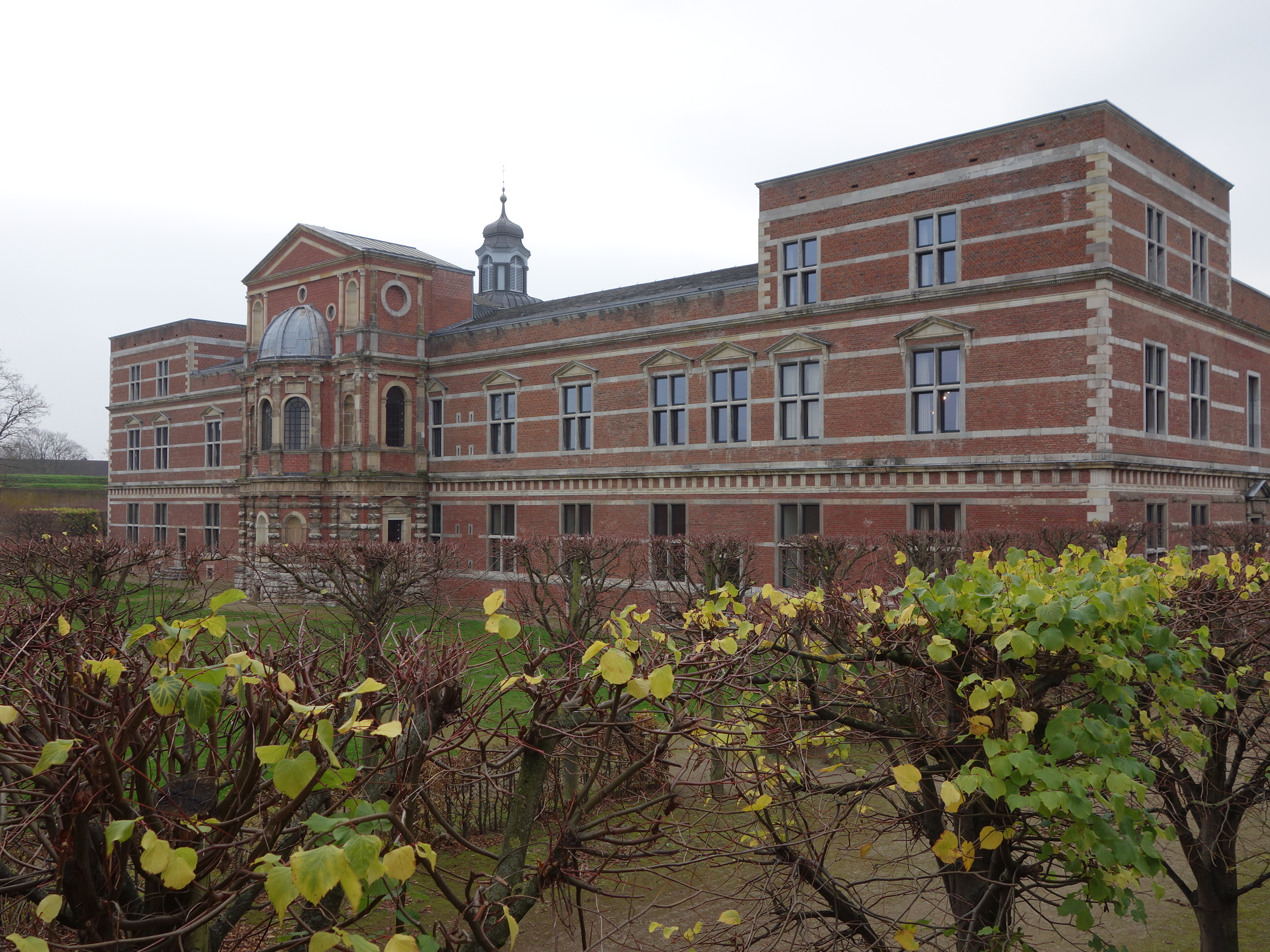
Renaissance-Schloss im Innern der gewaltigen Zitadelle (2014)

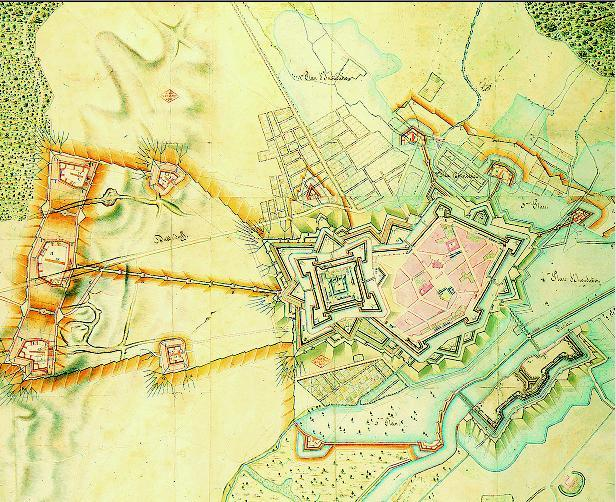
Maximaler französischer Ausbauplan von Jülich

### Historischer Überblick
Jülich entstand in römischer Zeit als Straßenstation entlang der Römerstraße von Boulogne-sur-Mer nach Köln (Via Belgica). Der vicus (Iuliacum) erlangte eine gewisse Bedeutung wegen seiner strategischen Position an einer Furt der Rur und wurde im 4. Jahrhundert mit einem Kastell befestigt. Im 5. Jahrhundert fiel der Ort in fränkische Hand und entwickelte sich zum Zentrum eines Gaues, des sogenannten Jülichgaus, aus dem später die Grafschaft und 1328 das Herzogtum Jülich hervorgingen.
Jülich erhielt wahrscheinlich im Jahr 1234 Stadtrechte. Im Krieg gegen den Erzbischof von Köln wurde die Stadt 1239 zerstört. Am 14. Oktober 1279 schlossen die Grafen von Jülich mit Siegfried von Westerburg, dem Kölner Erzbischof, den Pingsheimer Frieden. Im 14. Jahrhundert erhielt die Stadt eine neue Befestigung, von der der Hexenturm und ein Mauerrest in der Stiftsherrenstraße erhalten sind.
Herzog Rainald von Jülich-Geldern verlieh 1416 der Stadt das finanzielle Selbstbestimmungsrecht. Die Macht der Jülicher Herzöge wuchs mit dem Zusammenschluss der Herzogtümer Jülich, Kleve und Berg zu den Vereinigten Herzogtümern. Die Herrschaft Herzogs Wilhelm V., genannt der Reiche, bedeutete einen Höhepunkt in der Stadtentwicklung. Zwar wurde Jülich 1543 kampflos an kaiserliche Truppen übergeben und im Jahr 1547 fiel fast die ganze Stadt einer Feuersbrunst zum Opfer, doch ließ der Herzog die Stadt danach mit Hilfe des italienischen Architekten Alessandro Pasqualini zur repräsentativen Residenzstadt und Idealstadt der Renaissance ausbauen. Bei diesen Arbeiten entstanden die Zitadelle und die Stadtbefestigung sowie die Grundzüge des noch heute gültigen Stadtplans (Innenstadt). Jülich verfügte somit zu jener Zeit über die modernsten Befestigungsanlagen Europas.
Das Aussterben der herzogliche Linie im Jahr 1609 führte zur Aufteilung der Vereinigten Herzogtümer. Die Stadt Jülich mit dem Herzogtum Jülich gehörte fortan zu Pfalz-Neuburg und später zur Kurpfalz (1685) bzw. Kurpfalz-Bayern (1777). Jülich wurde 1610 im Jülich-Klevischen Erbfolgestreit erstmals und 1621/1622 zum zweiten Mal belagert. Anschließend war die Stadt bis 1660 von Truppen der Spanischen Niederlande besetzt.
Von 1794 bis 1814 gehörte Jülich als Juliers im Département de la Roer zum französischen Staatsgebiet. Die Franzosen erweiterten die Festungsanlagen um den napoleonischen Brückenkopf an der Rur und zahlreiche Außenwerke. 1815 gelangte Jülich als Festungs- und Kreisstadt unter preußische Herrschaft. Die Festungswerke wurden 1860 nach einer großen Belagerungsübung der preußischen Armee geschleift, aber die Stadt blieb Garnison und Sitz einer Unteroffiziersschule. Nach der Entfestigung erhielt Jülich 1873 den für den wirtschaftlichen Fortschritt erforderlichen Eisenbahnanschluss an drei Linien: Jülich–Düren sowie Mönchengladbach–Jülich und Jülich–Stolberg(–Aachen). Zwischen 1882 und 1912 folgten drei weitere Bahnstrecken.
In den 1920er Jahren hatten französische und belgische Truppen Jülich besetzt (Alliierte Rheinlandbesetzung); das 1918 in Betrieb genommene und auf 1800 Arbeitskräfte ausgelegte Reichsbahnausbesserungswerk (von 1961 bis zum Ende des 20. Jahrhunderts Heeresinstandsetzungswerk 800/SysInstZentr 800, jetzt Mechatronikzentrum) sorgte für einen Zustrom an Neubürgern, die im planmäßig ausgebauten Südviertel (Heckfeld) angesiedelt wurden.
Die 1862 eingeweihte Synagoge wurde in der Reichspogromnacht am 9. November 1938 geschändet, das Inventar außerhalb der Synagoge verbrannt. Im Zweiten Weltkrieg wurde das Dach zerstört (die Ruine wurde 1958 abgerissen). Am 16. November 1944 zerstörten britischer Bomber Jülich bei einem heftigen Luftangriff (Operation Queen) binnen 20 Minuten zu 97 %, weil es – obwohl die Stadtanlage, der Brückenkopf und die Zitadelle längst nicht mehr als Festung genutzt wurden – als ein Haupthindernis bei der bevorstehenden Einnahme des Rheinlands durch die Alliierten galt. Am 8. Dezember 1944 erreichten amerikanische GIs das Westufer der Rur gegenüber von Jülich (siehe Rurfront). Nach dem Ende der Kämpfe, Anfang 1945 war die Stadt praktisch unbewohnt und fast völlig zerstört, ihr Wiederaufbau schien unsicher.
Bürgermeister Heinrich Röttgen veranlasste in den Jahren 1949 bis 1956 die Wiedererrichtung des Stadtkerns. Dabei gelang es, den überlieferten Renaissance-Grundriss zu erhalten und der Innenstadt einen harmonischen einerseits modernen, aber zugleich historischen Anblick zu verleihen (einheitliche Traufhöhe, keine Flachdächer, zahlreiche Fassaden aus dunkelroten Ziegeln). In den 1950er und 1960er Jahren führte die Errichtung der Kernforschungsanlage (heute Forschungszentrum Jülich) zahlreiche Neubürger, vor allem Akademiker in die Stadt, die sich hauptsächlich im Nordviertel ansiedelten.
Durch Eingemeindungen stieg die Einwohnerzahl zum 1. Januar 1972 auf mehr als 30.000 Personen; die Kommunalreform führte aber zur Auflösung des Kreises Jülich. Die seit dem Krieg verwaiste, teilweise zerstörte Zitadelle wurde instand gesetzt und Sitz des Städtischen Gymnasiums. In den 1990er Jahren entwickelte sie sich zum kulturellen und touristischen Mittelpunkt der Stadt.
Nachdem von 1968 bis 1983 alle Jülich berührenden Bahnstrecken bis auf die „Nabelschnur“ nach Düren den Personenverkehr einstellten und auch diese letzte Verbindung stillgelegt werden sollte, übernahm 1993 die Dürener Kreisbahn den Betrieb, führte einen Taktfahrplan mit Leichttriebwagen und abgestimmte Anschluss-Busfahrpläne mit einheitlichem Verbundtarif ein und vervielfachte damit die Fahrgastzahlen.
Vom 25. April bis 4. Oktober 1998 fand die Landesgartenschau in Jülich statt. Dadurch wurde die umfangreiche Restaurierung der Festungsanlagen des Brückenkopfes und die Anlage eines großen Naherholungsgebietes – des Brückenkopfparks – ermöglicht.
Bedeutung hat Jülich vor allem durch das weltweit bekannte Forschungszentrum (seit 1956) und den zur FH Aachen gehörenden Campus Jülich (seit 1970). Der Campus wurde zu Beginn des neuen Jahrtausends für 87 Mio. Euro erweitert und am 3. November 2010 neu eingeweiht.
Ein Wahrzeichen Jülichs ist der Hexenturm an der Straße von Aachen, vor dem bis zur Landesgartenschau 1998 der Busbahnhof Jülichs lag. Besucher von auswärts betraten die Innenstadt durch dieses alte Stadttor. Ein weiteres Wahrzeichen der Stadt wurde inzwischen abgebaut: die Sendetürme des bundesdeutschen Auslandsrundfunks, der Deutschen Welle, die auf der Merscher Höhe nördlich der Stadt standen. Im Poststempel der Jülicher Post waren die beiden Wahrzeichen lange Zeit zu sehen.

### Eingemeindungen  und Ausgliederungen
Am 1. Januar 1972 wurden die bis dahin selbständigen Gemeinden Barmen, Bourheim, Broich, Kirchberg, Koslar, Mersch, Merzenhausen, Pattern bei Mersch, Stetternich, Welldorf und Güsten eingegliedert.
Am 1. Januar 1972 wurde der Ortsteil Krauthausen durch das Aachen-Gesetz der neuen Gemeinde Niederzier zugeordnet.

### Einwohnerentwicklung
Zur Erläuterung:

Einwohnerentwicklung von Jülich von 1871 bis 2017

- 1918 geht in Jülich das für 1800 Arbeitskräfte geplante Eisenbahn-Ausbesserungswerk in Betrieb.
- Am 16. November 1944 wird Jülich fast völlig zerstört.
- Der starke Bevölkerungsanstieg in den 1960er Jahren beruht auf der Ansiedlung der Kernforschungsanlage Jülich.
- Der starke Anstieg der Bevölkerung um etwa ein Drittel nach 1970 ist Ausdruck der kommunalen Neugliederung zum 1. Juli 1972, die mehrere umliegende Dörfer zu Stadtteilen Jülichs werden ließ. Dies bescherte Jülich 11.745 neue Bürger.
- Etwa die Hälfte der Bevölkerung wohnt in der Kernstadt, die andere Hälfte verteilt sich auf die 15 umliegenden, zum Stadtgebiet zählenden, Dörfer.
- Die Einwohnerzahl stagniert seit den 2020er Jahren. Am 31. Dezember 2019 waren laut städtischer Statistik 34.115 Einwohner gemeldet. Die Angaben der Stadt Jülich auf ihrer Homepage und die Angaben in der Landesdatenbank differieren um rund 1.500. Die Landesdatenbank weist für den 29. Februar 2020 32.621 Einwohner aus. Das wirkt sich vor allem in niedrigeren Schlüsselzuweisungen aus, da das Land für seine Zuwendungen allein die Landesdaten zugrunde legt.
- Die Kernstadt hatte am 31. Dezember 2019 laut Angaben der Stadt Jülich insgesamt 18.028 Einwohner.

## Religion
Zum Zeitpunkt der Volkszählung 2011 waren 59,4 % der Einwohner Jülichs römisch-katholisch und 14,9 % evangelisch, und 25,7 % waren konfessionslos, gehörten einer anderen Glaubensgemeinschaft an oder machten keine Angabe. Seither ist Zahl der Katholiken in Jülich auf unter 50 % gesunken. Im Jahr 2021 gab es 827 Kirchenaustritte im Bereich des Amtsgerichts Jülich (1 % der Gesamtbevölkerung).
Jülich ist Sitz des Kirchenkreises Jülich, in dem sich knapp 20 evangelische Gemeinden der Rur-Region formiert haben und dem über 86.000 Gläubige angehören. Die 16 katholischen Pfarrgemeinden in der Stadt Jülich haben sich in der Gemeinschaft der Gemeinden (GdG) Heilig Geist Jülich im Bistum Aachen zusammengeschlossen. Im Stadtteil Barmen liegt das salesianische Anwesen Haus Overbach. An Freikirchen sind in Jülich eine Evangeliumschristen-Baptisten-Gemeinde, eine Freie evangelische Gemeinde sowie die Neuapostolische Kirche vertreten.
Am 11. September 2011 wurde ein ökumenischer Pilgerweg in der Jülicher Region eröffnet. Er startet in Jülich und führt dann über 100 Kilometer durch Jülich und die umliegenden Ortschaften. Verweilorte sind die örtlichen Kirchen. Diese können mit dem Auto, dem Fahrrad oder zu Fuß besucht werden. Die Errichtung eines Pilgerwegs geht auf eine Idee der Koslarerin Anke Keppel zurück.
Darüber hinaus existieren in Jülich ein islamisches Zentrum, ein jüdischer Friedhof, eine Gedenktafel an der Stelle der früheren Synagoge Jülich und ein von dem Künstler Michael Wolff gestaltetes Mahnmal auf dem Propst-Bechte-Platz zum Gedenken an die während der Nazi-Zeit ermordeten Juden des Jülicher Landes.

## Politik

### Bürgermeister
Am 27. September 2015 wurde der parteilose Axel Fuchs zum Bürgermeister Jülichs gewählt und am 13. September 2020 im Amt bestätigt.
- Karl Knipprath (CDU), 1956–1984
- Heinz Schmidt (SPD), 1984–1994
- Peter Nieveler (CDU), 1994–1999
- Heinrich Stommel, 1999–2015
- Axel Fuchs (parteilos), seit 2015

### Stadtrat
Die Zusammensetzung des Stadtrats nach den Kommunalwahlen seit 2009 zeigt die Tabelle:
|      | CDU | UWG-JÜL | SPD | GRÜNE | FDP | LINKE | Gesamt |
| 2020 | 14  | 09      | 07  | 06    | 02  | –     | 38     |
| 2014 | 15  | 10      | 09  | 04    | 02  | –     | 40     |
| 2009 | 16  | 10      | 8   | 4     | 3   | 1     | 42     |

Zu Beginn der Wahlperiode 2009 bildete sich eine „Jamaika“-Kooperation aus CDU, B90/Die Grünen und der FDP. Als stellvertretende Bürgermeister wurden Wolfgang Gunia (CDU) und Margret Esser-Faber (CDU) gewählt. Letztere im Losverfahren, da sie die gleiche Anzahl an Stimmen der Ratsmitglieder auf sich vereinen konnte wie Anke Keppel (UWG Jül).
Ende April 2011 brach die Kooperation von CDU, Grünen und FDP auseinander. Streitpunkte waren der Bau des Jugendgästehauses und Erhöhungen der Kommunalsteuern. Trotz rechnerischer Mehrheiten für Kooperationen aus CDU und SPD, CDU und UWG Jül oder SPD, Grüne und UWG Jül bildete sich keine neue Mehrheit und der Stadtrat agierte so bis zum Ende der Legislatur mit wechselnden Mehrheiten.
Ein Mitglied der Jül-Fraktion wechselte als parteiloses zur SPD-Fraktion, sodass sowohl UWG JÜL als auch SPD je 9 Sitze innehatten. Auch der Stadtverordnete der Linken verließ seine Partei und trat der Grünen-Fraktion bei. Die Linkspartei tritt seitdem in Jülich nicht mehr an, da alle aktiven im Streit mit dem Kreisverband Düren aus der Partei austraten. 2014 trat ein Mitglied der CDU aus Fraktion und Partei aus und war seitdem parteiloses Mitglied des Rates. Der CDU-Fraktion gehörten von da an nur noch 15 Mitglieder an.
Nach der Wahl 2014 Sitzen sank die Gesamtzahl der Ratssitze im Vergleich zu 2009 um 2, da weniger Überhangmandate erworben wurden. Ohne Überhangmandate sollte der Stadtrat von Jülich aus 38 Mitglieder bestehen. In dieser Wahlperiode regierten CDU und SPD in einer Großen Koalition zusammen.

### Wappen und Banner
Der Stadt Jülich ist das Recht zur Führung eines Wappens und einer Flagge (Banner) verliehen worden.
|                   | Wappen |
| Wappen von Jülich | Blasonierung: „Gespalten in Gold (Gelb) und Rot, vorn (heraldisch rechts) ein steigender, schwarzer, rotbewehrter und -bezungter Löwe; hinten aus einer silbernen (weißen) zweireihigen, vierzinnigen Stadtmauer wachsend, zwei dreizinnige, unterschiedlich große silberne (weiße) Türme, darin in der oberen Hälfte zwei rote gotische Schallöffnungen; der rechte große und der linke kleinere Turm sind verbunden durch einen silbernen (weißen) Mittelbau mit rechtsschrägem Giebel, darin eine rote Kleeblattöffnung über einer roten gotischen Toröffnung. Im Oberwappen eine fünftürmige rote Mauerkrone, der zweite und vierte kleinere Turm zweizinnig und die großen Türme dreizinnig.“ |
| Wappen von Jülich | Wappenbegründung: Das Wappen ist eine Kombination aus dem ältesten Stadtsiegel Jülichs und dem Wappen des Herzogtums Jülich mit dem Löwen. Die Beschreibung in der Hauptsatzung ist heraldisch nicht korrekt. |

|                         | Banner                                                                                |
| Banner der Stadt Jülich | Die Flagge (das Banner) der Gemeinde zeigt die Farben gelb-schwarz im Verhältnis 1:1. |

### Städtepartnerschaft
Jülich unterhielt von 1964 bis 2013 eine Partnerschaft mit dem nordfranzösischen Haubourdin und seit 2017 mit Taicang. Internationale Kontakte werden außerdem von den Schulen Gymnasium Haus Overbach, Mädchengymnasium Jülich und Gymnasium Zitadelle Jülich über Schüleraustausch gepflegt.

## Verwaltung und Behörden
Jülich ist Sitz mehrerer Außenstellen der Kreisbehörden. Mit dem Mechatronikzentrum der Bundeswehr (ehem. SystInstZ 800) im ehemaligen Reichsbahnausbesserungswerk nahe dem Forschungszentrum ist die Stadt auch Standort der Bundeswehr, hier werden hauptsächlich Lastwagen und leichtgepanzerte Fahrzeuge repariert und instand gesetzt. Hier sind 300 Personen beschäftigt. Das Werk zählt damit zu den größten Arbeitgebern in Jülich.
Jülich ist außerdem Sitz des Amtsgerichts Jülich und eines Finanzamtes.

## Bildung und Forschung

### Forschungszentrum
Das Forschungszentrum Jülich (bis 1990 als Kernforschungsanlage / KFA bezeichnet) ist eine der größten Forschungseinrichtungen Europas.
Der Nobelpreisträger Peter Grünberg, der 2007 für den GMR-Effekt im Bereich Physik zusammen mit Albert Fert ausgezeichnet wurde, war 32 Jahre Mitarbeiter am Forschungszentrum Jülich und arbeitete auch nach Eintreten in den Ruhestand bis zu seinem Tod im Jahr 2018 als Gast an dem nach ihm benannten Peter-Grünberg-Institut (PGI).
Das heutige Forschungszentrum wurde als Standort für die inzwischen stillgelegten und rückgebauten Kernreaktoren MERLIN (FRJ-1) und DIDO (FRJ-2) errichtet. Neben dem Forschungszentrum befinden sich der ebenfalls stillgelegte Versuchsreaktor AVR und die Wiederaufarbeitungsanlage Jülich.
Nach Leo Brandt, dem Gründer des Forschungszentrums, nach Karl Heinz Beckurts, dem langjährigen Vorsitzenden des Vorstandes des Forschungszentrums, und nach Rudolf Schulten, dem langjährigen Vorsitzenden des Wissenschaftlich-Technischen Rates des Forschungszentrums und Entwickler des Kernreaktors vom Typ Kugelhaufenreaktor, wurden in Jülich Straßen benannt.

### Fachhochschule

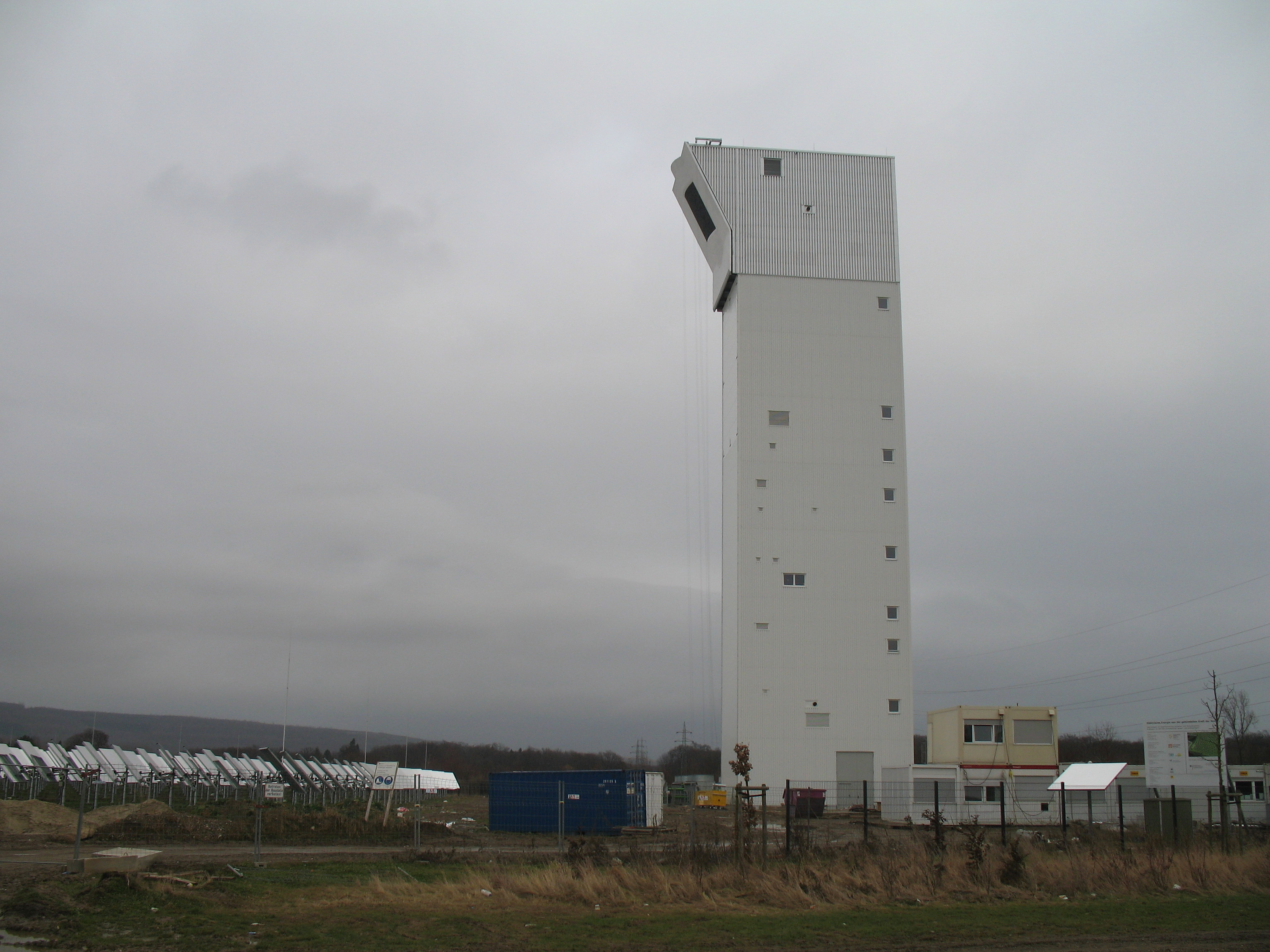
Solarthermisches Versuchskraftwerk Jülich (STJ)

Der Campus Jülich mit den Fachbereichen Chemie und Biotechnologie, Medizintechnik und Technomathematik und Energietechnik ist Teil der FH Aachen.

#### Solar-Institut Jülich
Das Solar-Institut Jülich der FH Aachen, das bereits seit 1991 existiert, hat entscheidend an der Entwicklung des solarthermischen Demonstrations- und Versuchskraftwerks Solarturmkraftwerk Jülich mitgewirkt.

### Bibliotheken und Archiv

#### Stadtbücherei Jülich
Die Stadtbücherei Jülich befindet sich im Kulturhaus am Hexenturm und umfasst über 43.000 Medieneinheiten. Jährlich wird sie von rund 70.000 Bürgern genutzt. Neben der Möglichkeit der Vor-Ort-Nutzung und der Ausleihe von Sachbüchern, Romanen, Zeitschriften, Sprachkursen, Audio-CDs, CD-ROMs, Spielen, Videos und DVDs, stehen Recherche- und (Internet-)Arbeitsplätze zur Verfügung.

#### Weitere Bibliotheken
Schulbibliotheken gibt es in der Gemeinschaftshauptschule Jülich, im Gymnasium Zitadelle, im Gymnasium Haus Overbach in Jülich-Barmen, in der Realschule und in der Gemeinschaftsgrundschule Ost. Die Schulbibliothek in der Gemeinschaftshauptschule war bis 2002 eine Zweigstelle der Stadtbücherei und ist die einzige fachlich geleitete Schulbibliothek mit einem Bestand von rund 12.000 Medien.
Die Zentralbibliothek im Forschungszentrum Jülich gehört mit rund 700.000 Medieneinheiten zu den wichtigsten Spezialbibliotheken in Deutschland.
Die Bibliothek der Fachhochschule in Jülich umfasst rund 55.000 Medien und wird überwiegend von Studenten und Mitarbeitern der Fachhochschule genutzt. Auf Wunsch steht sie auch Schülern und interessierten Bürgerinnen und Bürgern der Stadt zur Verfügung.
Die Kunst- und Geschichtsbibliothek des Museums Zitadelle Jülich und des Jülicher Geschichtsvereins 1923 e. V. befindet sich im Kulturhaus am Hexenturm. Sie sammelt Literatur zu den thematischen Schwerpunkten: Kunst- und Kulturgeschichte der Renaissance sowie allgemein Militärgeschichte, insbesondere die Geschichte des Festungsbaus. Einen Sondersammelbereich bildet zeitgenössische Traktatliteratur zu Kriegswesen und Festungsbau vom 16. bis 19. Jahrhundert.

#### Stadtarchiv Jülich
Das Stadtarchiv Jülich ist ebenfalls im Kulturhaus am Hexenturm untergebracht. Es dokumentiert anhand einer Vielzahl historischer Urkunden, Akten, Zeitungen, Fotos sowie Karten und Plänen 450 Jahre Jülicher Geschichte.

### Schulen

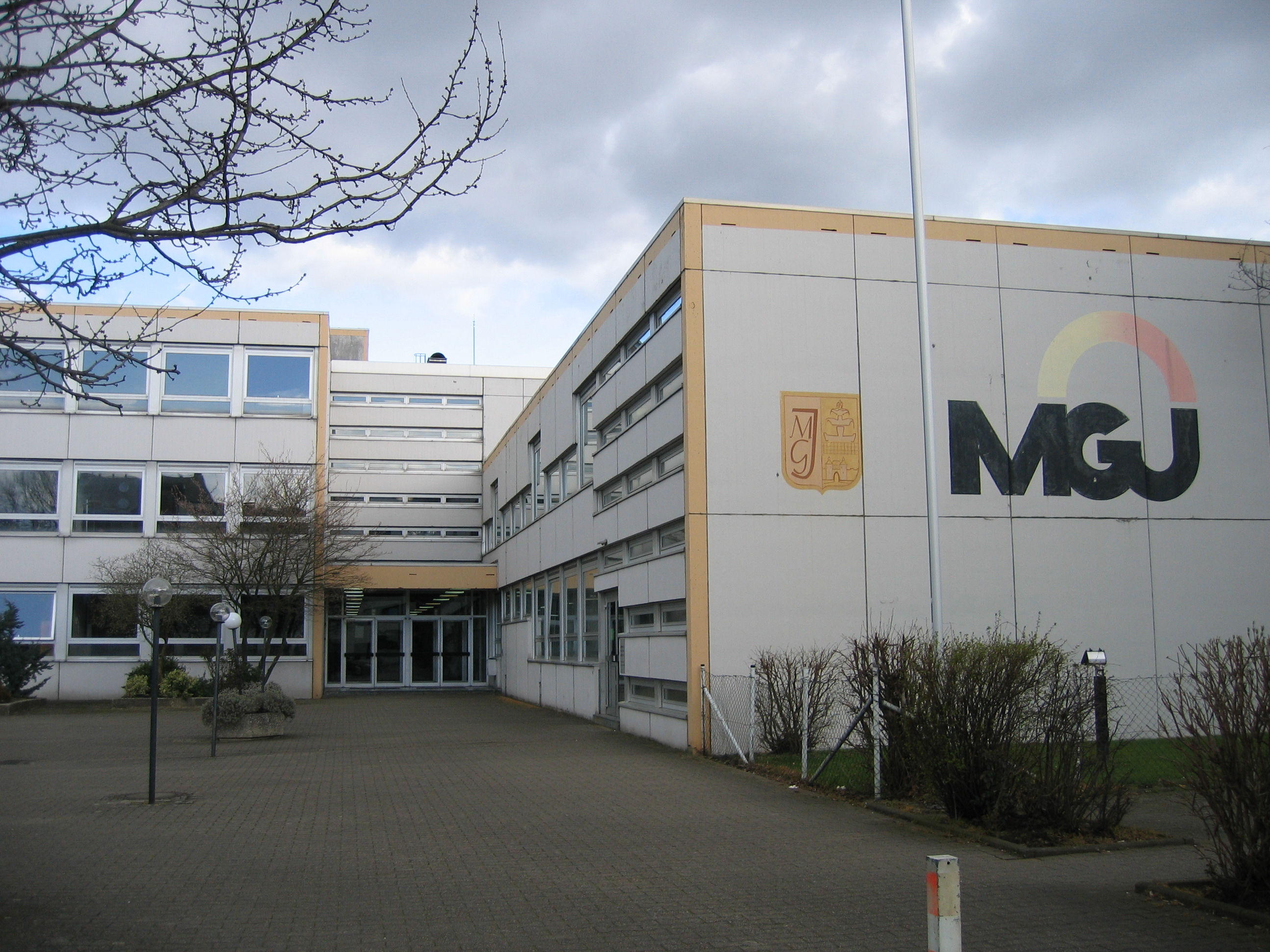
Mädchengymnasium Jülich

In Jülich gibt es fünf Grundschulen (GGS Nord, GGS Ost, GGS Süd, GGS West und Katholische Grundschule), zwei Sonderschulen (Schirmerschule, Förderschule mit dem Förderschwerpunkt Lernen und die Stephanus-Schule in Selgersdorf, Förderschule mit dem Förderschwerpunkt geistige Entwicklung), sowie vier weiterführende Schulen (Sekundarschule Jülich, Mädchengymnasium, Gymnasium Zitadelle in der Stadt und Gymnasium Haus Overbach im Ortsteil Barmen). Eine der 50 durch das nordrhein-westfälische Schulministerium genehmigten Sekundarschulen wurde in Jülich eingerichtet. Sowohl die Hauptschule als auch die Realschule stellten 2017 den Schulbetrieb vollständig ein. Jülich ist außerdem Sitz einer Berufsschule sowie einer Fachoberschule.
Zudem verfügt Jülich über eine städtische Musikschule, die mit der Aachener Schauspielschule zusammenarbeitet und neben musikalischer Ausbildung auch Unterricht in für den Fachbereich Schauspiel relevanten Fächern anbietet.

## Freizeit und Sport

### Überblick
Im ganzen Stadt- und Umlandbereich gibt es vielfältige Möglichkeiten für Freizeit- und Sportaktivitäten. So existiert ein gut ausgebautes Netz von Rad- und Wanderwegen entlang der Rur mit vielen Routen durch Natur- und Landschaftsschutzgebiete. Besonders hervorzuheben ist die nahe Sophienhöhe – ein durch den Tagebau Hambach entstandener künstlicher Berg: Neben Wander-, Reit- und Radwegen bieten sich hier günstige Verhältnisse für Drachenflieger und Wintersportler.
Jülich ist Station der Wege der Jakobspilger im Rheinland. Der Ort liegt am Weg 9, der von Dortmund nach Aachen führt. Die nächsten Stationen sind Kaster und Kinzweiler.

### Radfahren
Radfahrer können sich an den Knotenpunkten orientieren.
Durch die Stadt führen die Radwanderwege:
- RurUfer-Radweg, der die höchste Erhebung des Hohen Venn mit der Mündung der Rur in die Maas verbindet.
- Wasserburgenroute, sie verbindet mehr als 130 Burgen am Rand der Eifel und in der Kölner Bucht.
- Die Grünroute führt auf 370 km entlang der schönsten Naturgebiete zwischen Beringen in Belgien, Heerlen in den Niederlanden und Düren in Deutschland durch eines der ehemals größten Steinkohlereviere Europas.

### Brückenkopf-Park
Der Brückenkopf-Park – entstanden auf dem Gelände der Landesgartenschau 1998 – hat sich inzwischen zu einer Attraktion für Familien und Schulen entwickelt, der Besucher auch aus den Niederlanden und Belgien anzieht. Er bietet zahlreiche Attraktionen, unter anderem einen großen Abenteuerspielplatz und eine Skater-Bahn. Für Kultur-Veranstaltungen aller Art steht ein Freiluft-Pavillon bereit. Der Jülicher Zoo ist heute ein Teil des Brückenkopf-Parkes. Weiterhin finden sich verschiedene Gastronomiebetriebe auf dem weiträumigen Gelände. (ca. 33 ha) Der Park ist für das Publikum ganzjährig geöffnet.

### Sport
Jülich beheimatet mehr als 60 Sportvereine mit mehreren Fußball- und Tennisplätzen sowie Reit- und Turnhallen. Bekannt ist vor allem der mehrfache Europapokalsieger und Tischtennis-Bundesligist TTC Jülich.
Der SC Jülich 1910 war von 1969 bis 1971 dreimal in Folge deutscher Fußball-Amateurmeister und scheiterte 1972 erst im Halbfinale. Damit ist er Deutschlands erfolgreichster Amateurverein. Der Verein wurde 1997 nach Neugründung in SC Jülich 1910/97 umbenannt.
2021 bewarb sich die Stadt als Host Town für die Gestaltung eines viertägigen Programms für eine internationale Delegation der Special Olympics World Summer Games 2023 in Berlin. 2022 wurde sie als Gastgeberin für Special Olympics Libanon ausgewählt. Damit wurde sie Teil des größten kommunalen Inklusionsprojekts in der Geschichte der Bundesrepublik mit mehr als 200 Host Towns.

## Gesundheitswesen

### St. Elisabeth-Krankenhaus
Am 19. November 1891 wurde das St. Elisabeth-Krankenhaus Jülich eröffnet. Im Zweiten Weltkrieg wurde es völlig zerstört, doch bereits 1946 wiederaufgebaut und in den folgenden Jahren erweitert: 1950 wurden eine Augen- und eine HNO-Belegabteilung sowie 1959 die Fachabteilung für Gynäkologie und Geburtshilfe eingerichtet. Seit 1964 gibt es eine Krankenpflegeschule. 2003 wurden ein ambulantes Operationszentrum und 2006 ein neues Bettenhaus gebaut. Es ist ein Krankenhaus mit 156 Betten und 300 Mitarbeitern.
Träger waren von 1891 bis 1963 die Stadt Jülich, von 1963 bis 1987 der Caritasverband für das Bistum Aachen, von 1987 bis 2010 die Malteser St. Elisabeth gGmbH und seit 2010 ist es die Caritas Trägergesellschaft West gGmbH (ctw). Diese hat inzwischen Insolvenz angemeldet und die Stadt hat die Trägerschaft des Krankenhauses Jülich übernommen.

### Rettungsdienst
Das Deutsche Rote Kreuz (DRK) und der Malteser Hilfsdienst (MHD) betreiben in Jülich den Rettungsdienst. Der Kreis Düren (RDKD) hat sie mit der Durchführung des Rettungsdienstes beauftragt. Die Rettungswachen befinden sich in Jülich (DRK), im Ortsteil Koslar (DRK) im Ortsteil Mersch (MHD). Das Notarztfahrzeug steht am Krankenhaus Jülich und wird vom DRK besetzt.

## Wirtschaft
In Jülich ist die Zuckerfabrik Jülich AG ansässig. Sie war bis 2006 ein selbstständiges Unternehmen mit der Marke Westzucker. Im Jahr 1995 wurde die Zuckerfabrik Bedburg übernommen, die 1997 geschlossen wurde. Seit 2006 ist die Zuckerfabrik Jülich im Besitz der Firma Pfeifer & Langen. Die Papier- und Wellpappenfabrik Gissler & Pass hat ihren Hauptsitz in Jülich und mehrere Werke verteilt in einigen Jülicher Ortsteilen. Die Spedition Martin Bünten mit ihrem großen Fuhrpark ist ebenfalls ein namhafter Arbeitgeber im Ort. Des Weiteren hat die Firma Simex, die Alleinvermarkter in der Bundesrepublik Deutschland für Moskovskaya und Krimsekt ist, ihren Sitz in Jülich.

## Verkehr

### Eisenbahn

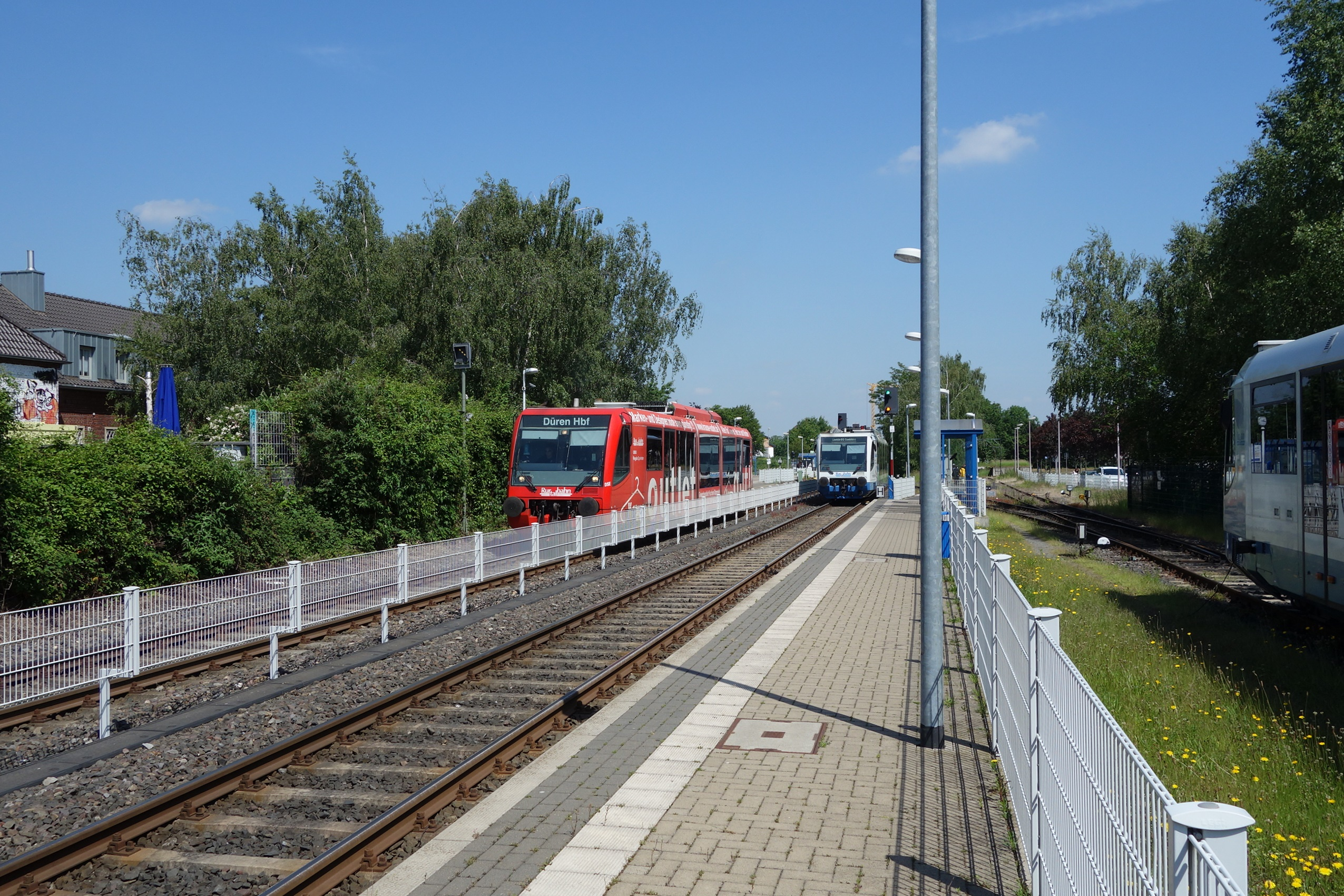
Rurtalbahn-Züge Linnich – Düren und Düren – Linnich verlassen gleichzeitig den Bahnhof Jülich (2015)

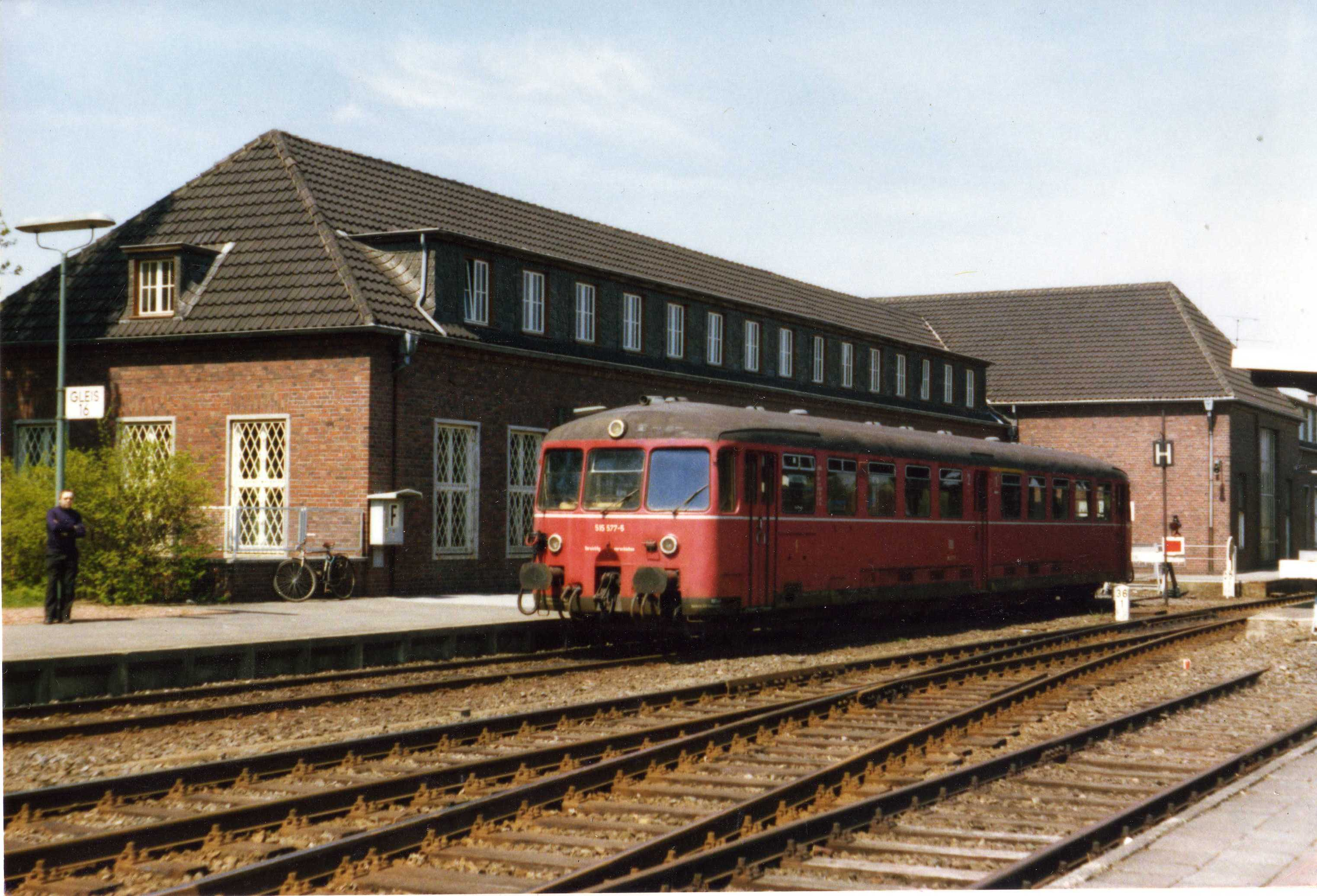
36 Jahre zuvor und etwa 10 Meter weiter westlich wurde dieses Foto aufgenommen: Mittagszug nach Aachen Nord auf Gleis 16 (1979, ein Jahr vor Stilllegung der Strecke)

Jülich bildet den betrieblichen und verkehrlichen Mittelpunkt der heute von der Rurtalbahn GmbH betriebenen Strecke Düren – Jülich – Linnich. Diese Strecke zweigt in Düren von der Hauptstrecke Köln – Aachen ab und wird an allen Tagen der Woche mindestens stündlich bis gegen 22 Uhr abends befahren. Zum Einsatz kommen seit 2017 beschleunigungsstarke klimatisierte Leichtbautriebwagen der Typen RegioShuttle und LINT 54. Die letzten RegioSprinter aus den Anfangsjahren der Rurtalbahn, die 1995 beschafft wurden und keine Klimaanlage hatten, wurden nach Tschechien verkauft und verließen am 25. Februar 2019 den Kreis Düren. Zwischen Düren und Jülich wird der Stundentakt montags bis freitags in den Morgen- und Nachmittagsstunden auf einen Halbstundentakt verdichtet; im Schülerverkehr gibt es leichte Abweichungen vom Grundtakt. Der Fahrplan ist grundsätzlich so konzipiert, dass in Düren Anschlüsse an die RegionalExpress-Züge von und nach Köln und Aachen sowie die Rurtalbahn-Strecke Richtung Heimbach (Eifel) bestehen, seit Dezember 2019 auch täglich an die Bördebahn Richtung Euskirchen. Im Bahnhof Jülich sind die Fahrplanzeiten der meisten Buslinien weitgehend auf die Rurtalbahn ausgerichtet; von Linnich verkehren Anschlussbusse zu den Bahnhöfen Baal, Brachelen und Lindern an der Hauptstrecke Aachen – Mönchengladbach – Düsseldorf. Eine Weiterführung der Linnicher Züge bis Baal oder Lindern ist in Diskussion, aber nicht kurzfristig zu erwarten. Zur Ergänzung des Angebots verkehrt am Wochenende spät abends und nachts dreimal die Nachtbuslinie N 1 von Düren auf variablem Linienweg nach Jülich (nur in dieser Richtung). Hervorgegangen ist dieses Angebotspaket aus einer Initiative des Kreises Düren, mit der 1993 die drohende Einstellung des gesamten Schienenpersonenverkehrs rund um Jülich verhindert wurde. Bis 1980 war Jülich ein Bahnknotenpunkt, auch wenn alle Strecken als Nebenbahnen klassifiziert waren. Bis Mai 1953 verkehrten von Jülich Züge der Deutschen Bundesbahn (DB) und der Jülicher Kreisbahn (JKB) in sieben Richtungen, immerhin vier dieser Strecken behielten ihren Personenverkehr bis Mai 1980. Als letzte Strecke blieb 1983 die „Nabelschnur“ zur Kreisstadt Düren übrig, doch sollte diese nach dem Willen der DB ebenfalls stillgelegt werden; in den 1980er Jahren wurden die umfangreichen Gleisanlagen des Bahnhofs zu großen Teilen zurückgebaut. Für die stillgelegten Bahnlinien wurde schon unter DB-Regie ein gewisser Ersatz in Form von Bahnbus-Linien geschaffen (siehe Abschnitt „Bus“). Nach langjährigen Verhandlungen konnte die Dürener Kreisbahn (DKB) am 23. Mai 1993 den Betrieb von der DB übernehmen; im Gegensatz zu den unregelmäßig über den Tag verteilten zuletzt elf Zugpaaren der DB fuhr die DKB von Beginn an einen Stundentakt, den sie 1996 in den Hauptverkehrszeiten auf einen Halbstundentakt verdichtete. Von 1993 bis 1999 fuhren am Wochenende einige Züge von Jülich bis Heimbach durch. Im Juni 2002 wurde der Personenverkehr zwischen Jülich und Linnich nach 34 Jahren wiedereröffnet. Durch den dichten Takt fahren heute mehr Züge pro Tag von Jülich ab als jemals zuvor, wenn auch nur noch in zwei statt sieben Richtungen. Das Jülicher Bahnhofsgebäude wird heute als Kulturbahnhof (Kuba) für Kino-, Musik- und Kleinkunstveranstaltungen genutzt. Auch befindet sich dort ein Kiosk, der unter anderem Fahrpläne und Fahrkarten verkauft.
Die folgende Tabelle zeigt sämtliche Jülicher Eisenbahnstrecken und deren sukzessive Angebotseinschränkungen. Die Strecken sind geographisch im Uhrzeigersinn aufgelistet, beginnend mit Norden. Bei abschnittsweisen Stilllegungen gelten die Jahreszahlen jeweils für den Jülich am nächsten gelegenen Abschnitt.
| Strecke                                                        | Einstellung Sonntagsverkehr | Einstellung Samstagsverkehr | Einstellung Personenverkehr | Einstellung Güterverkehr | Anmerkungen                                         |
| -------------------------------------------------------------- | --------------------------- | --------------------------- | --------------------------- | ------------------------ | --------------------------------------------------- |
| Jülich – Linnich – Baal – Dalheim                              | (1965)                      | (1968)                      | (1968)                      | –                        | seit 2002 wieder Personenzüge Jülich – Linnich      |
| Jülich – Ameln – Hochneukirch – Mönchengladbach (– Düsseldorf) | 1975                        | 1979                        | 1980                        | 1980                     | abgebaut bis Hochneukirch                           |
| (Jülich –) Ameln – Bedburg (– Neuss)                           | 1953                        | 1953                        | 1953                        | 1966                     | abgebaut                                            |
| Jülich – Düren                                                 | (1975)                      | (1981)                      | –                           | –                        | seit 1993 wieder täglich befahren                   |
| Jülich – Stolberg – Aachen Hbf                                 | 1961                        | 1979                        | 1983                        | 1983                     | abgebaut bis Frenz, ab Weisweiler heute Euregiobahn |
| Jülich – Kirchberg – Mariagrube – Aachen Nord                  | 1961                        | 1975                        | 1980                        | 1982 1)                  | heute großenteils Fahrradweg                        |
| Jülich (Kreisbahnhof) – Kirchberg – Puffendorf (JKB)           | 1971                        | 1971                        | 1971                        | 2004                     | nicht mehr befahrbar, Gleise liegen z. T. noch      |

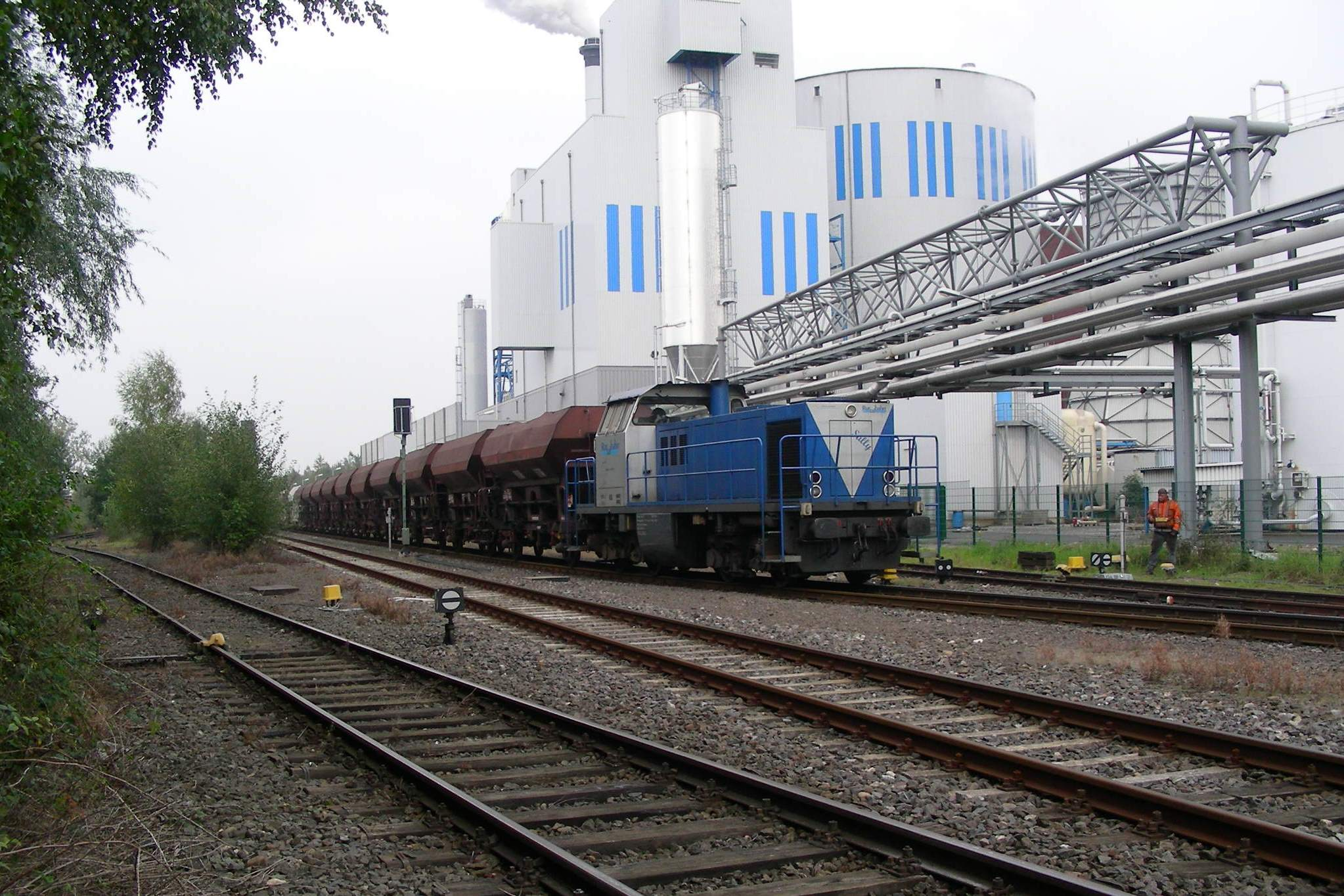
Rurtalbahn-Lok „Sally“ rangiert im Bahnhof Jülich ihren Kohlezug zum neuen Gleisanschluss der Zuckerfabrik (2006)

Der Jülicher Bahnhof verfügte bis Anfang der 1980er-Jahre über fünf Bahnsteiggleise, zahlreiche Güter- und Abstellgleise sowie ein Bahnbetriebswerk mit Drehscheibe und Ringlokschuppen. Letzteres wurde im Zuge der beginnenden Umstellung von Dampf- auf Dieselbetrieb bereits 1962 aufgelöst, allerdings erst 1979–1980 abgerissen. 1964 wurde das nahe gelegene Bundesbahn-Ausbesserungswerk Jülich stillgelegt; dessen Gelände und Anlagen wurden sodann an Bundeswehr und Forschungszentrum (damals KFA genannt) übergeben.
Luftbilder aus den 1930er-Jahren zeigen große Mengen verschiedenartigster Güterwagen im Bahnhof; bis Anfang der 1960er-Jahre dürften auch Kohletransporte aus dem Aachener Steinkohlerevier sowie Kalktransporte aus Stolberg in Richtung Ruhrgebiet hinzugekommen sein. Ende der 1960er- bis Anfang der 1970er-Jahre verkehrte regelmäßig ein schwerer Erzzug vom Neusser Hafen zum Elektrowerk Weisweiler über Jülich. Neben der bunt gemischten Vielfalt an Einzelwagen für verschiedenste Kunden und gelegentlichen Sondergüterzügen, die z. B. bis in die 1970er-Jahre Gemüse aus Südeuropa zur Konservenfabrik Appel & Frenzel brachten oder Kunstdünger über Jülich nach Linnich, waren für den Güterverkehr über Jahrzehnte vor allem die herbstlichen Rübentransporte prägend. So erhielt die Zuckerfabrik Jülich während der Rübenkampagne 1958 im Tagesdurchschnitt von den Landwirten der Region über 1000 Tonnen Rüben per Bahn (also circa 40 Wagen), hinzu kamen zahlreiche Waggons mit Kohle für die energieintensive Zuckerproduktion. Im Laufe der Jahre verlagerte sich der Rübentransport allerdings immer mehr auf die Straße (Ende der 1970er-Jahre kamen gerade noch 200 Tonnen pro Tag per Bahn), so dass die Zuckerfabrik Jülich ab 1980 keine Rüben mehr per Bahn annahm. Zudem hatte sie schon 1972, also ein Jahr vor der Ersten Ölkrise, ihren letzten Kessel von Steinkohle- auf Schwerölfeuerung umgestellt, so dass auch die Kohletransporte entfielen. Es verblieben die Transporte zu den immer noch zahlreichen übrigen Firmen, die in Jülich und Umgebung einen Gleisanschluss unterhielten (insb. Papierfabriken und Landwirtschafts-Zulieferer), deren Anzahl und Tonnage aber von Jahr zu Jahr abnahm. Entgegen diesem Trend nahm 1983 die Linnicher Firma SIG Combibloc (damals PKL) einen eigenen Gleisanschluss in Betrieb, um darüber umfangreiche Rohpapiertransporte aus Skandinavien abzuwickeln; diese wurden allerdings Anfang 2002 auf Straße und Schiff verlagert, so dass dann zunächst nur noch rudimentäre Reste im Güterverkehr übrig blieben. Jedoch stellte die Zuckerfabrik, die nach den Ölkrisen ein hauseigenes Kohlekraftwerk errichtet hatte, 2003–2004 ihren in den 1980er-Jahren zurückgebauten Gleisanschluss wieder her. Seit Herbst 2004 verkehren nun während der Rübenkampagne im Herbst sowie während der sogenannten Eindickphase im Frühjahr täglich Züge mit ca. 15–20 Wagen Braunkohle aus den nahe gelegenen Tagebauen der Rheinbraun. Ansonsten besteht auch heute noch schwacher Güterverkehr zur Bundeswehr sowie sehr selten zum Forschungszentrum.

### Perspektiven

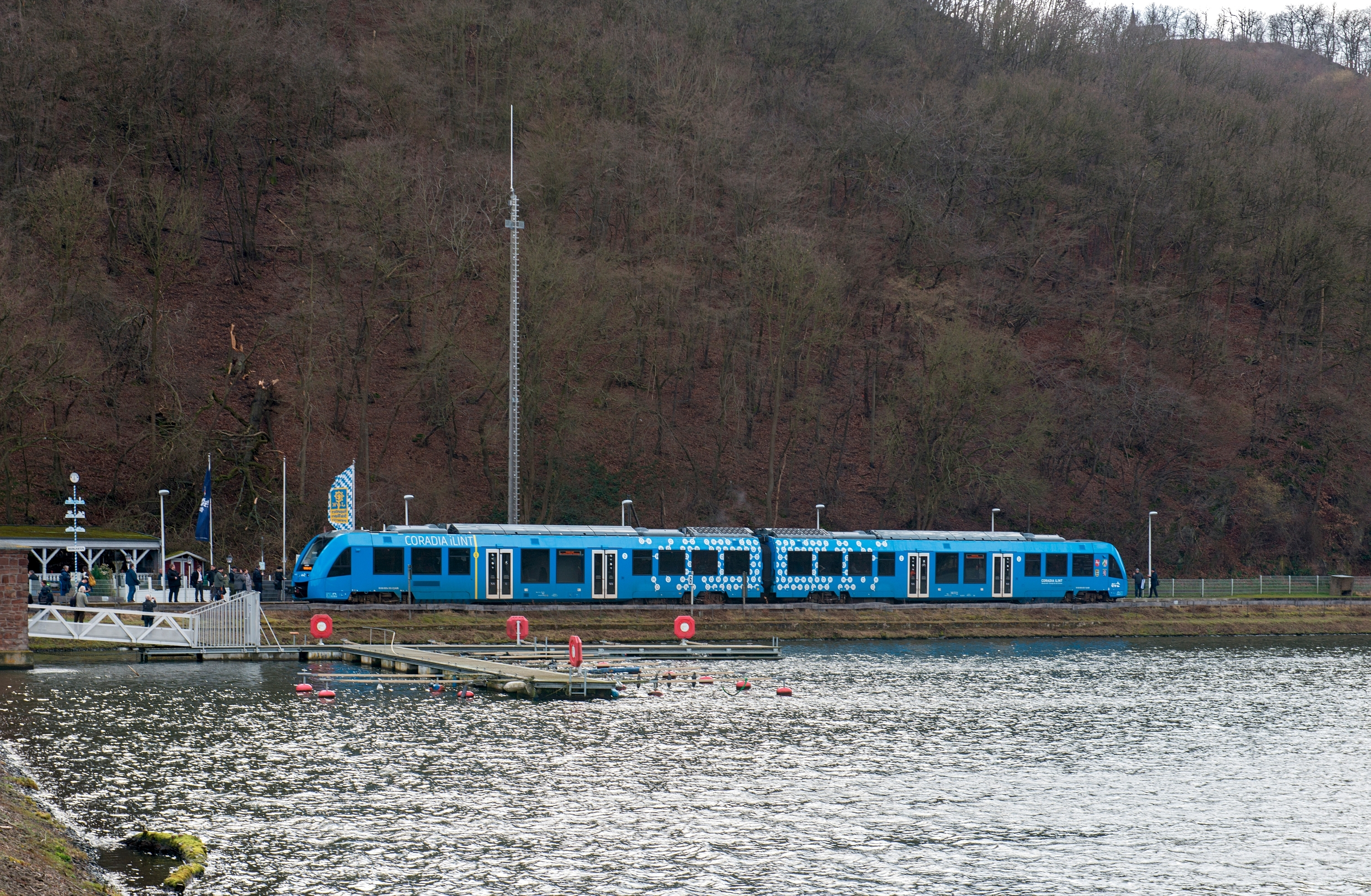
Wasserstoff-Triebwagen Coradia iLINT auf Demonstrationsfahrt im Kreis Düren in Obermaubach, Februar 2020

Schon lange wird diskutiert, die Bahnstrecke Jülich – Linnich wieder nach Baal fortzusetzen, um dort den Schienenanschluss Jülichs nach Norden (insb. Düsseldorf) zu schaffen, der 1980 mit der Stilllegung der Direktverbindung Jülich – Mönchengladbach (über Titz) verlorenging. Für die Einwohner Linnichs wäre dieser Lückenschluss ebenfalls nützlich, da sie über Baal schneller nach Aachen gelangen könnten als über Düren. Anstelle von Baal wurde auch schon Lindern als Verknüpfungspunkt diskutiert. Für eine direkte Fortsetzung der Züge in Richtung Mönchengladbach, also das Hauptziel des Lückenschlusses, wäre allerdings aufgrund der Streckenführung Baal besser geeignet als Lindern.
Anfang 2019 gelangten Planungen für eine „Braintrain“-Strecke an die Öffentlichkeit. Diese soll eine Direktverbindung zwischen den Bildungs- und Forschungsstandorten Jülich und Aachen schaffen, und zwar mit modernen Leichtbaufahrzeugen unter weitgehender Nutzung der alten Jülicher-Kreisbahn-Trasse und der geplanten Euregiobahn-Strecke Siersdorf – Alsdorf. Die Route soll über Barmen (Haus Overbach) führen und auch den entstehenden Campus Aldenhoven (Automotive Testing Center/Testbereich für autonomes Fahren) anbinden. Finanziert werden soll sie unter anderem durch Gelder des Bundes für den Strukturwandel im Rheinischen Braunkohlerevier.
Außerdem ist inzwischen unter dem Begriff „Revierbahn“ in Diskussion, wieder eine Bahnverbindung zwischen Jülich und Bedburg aufzubauen, so dass eine S-Bahn-Linie von Aachen über Jülich bis nach Düsseldorf (und/oder Köln) entstehen könnte.
Hinsichtlich der Antriebstechnik ist der Kreis Düren daran interessiert, auf den Strecken der Rurtalbahn spätestens im Jahr 2025 Züge mit Wasserstofftechnik zu etablieren. Am 18./19. Februar 2020 fanden unter Beteiligung der Medien Probefahrten eines Wasserstoffzuges vom Typ Alstom Coradia iLint zwischen Jülich, Düren und Obermaubach statt.

### Omnibusse

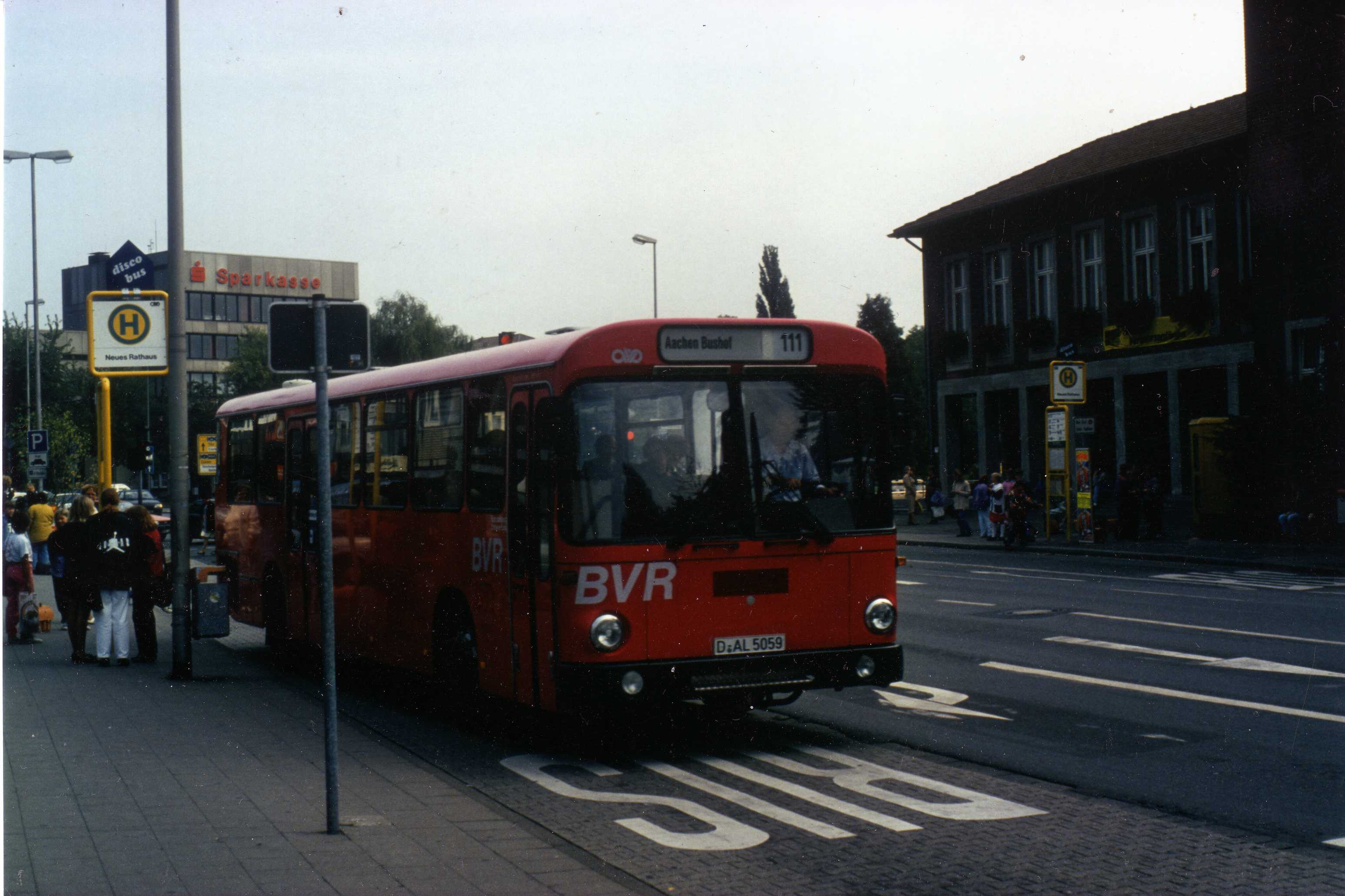
BVR-Bahnbus in der seinerzeit neuen himbeerroten Farbgebung als Schnellbus-Linie 111 nach Aachen am Neuen Rathaus in Jülich (1992)

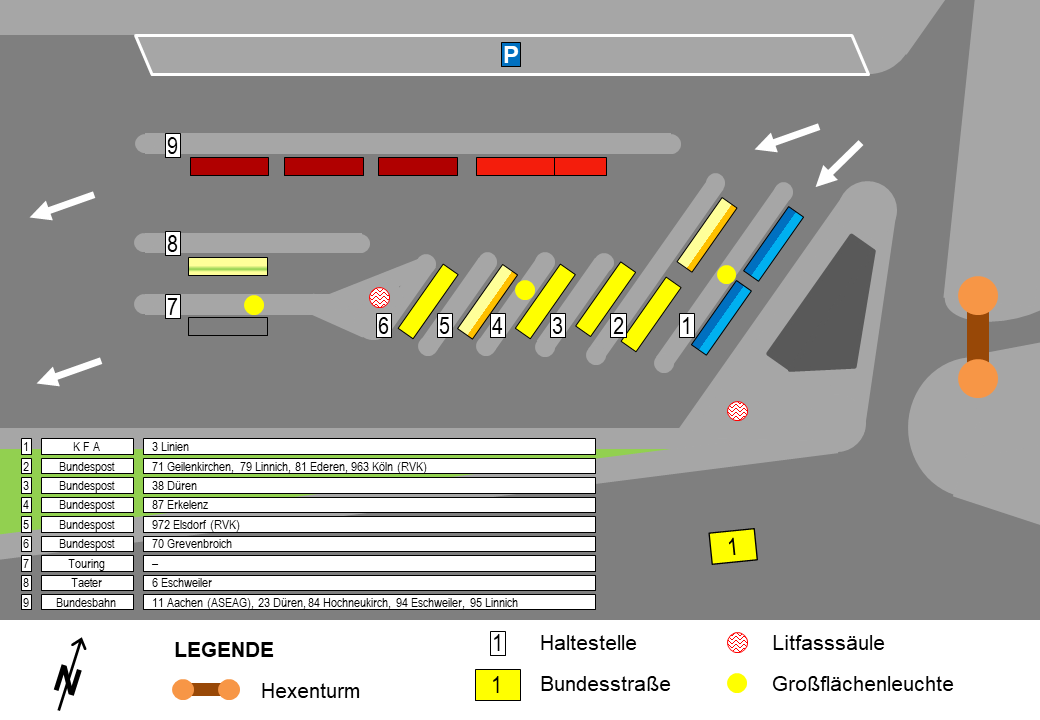
Lageskizze (nicht maßstäblich) des alten Jülicher Busbahnhofs am Walramplatz (Haltestellenbelegung und Bus-Farben gemäß Zustand 1980)

Jülich ist mit seinem Umland durch eine ganze Reihe von Buslinien verbunden, die seit 1979 zum Aachener Verkehrsverbund (AVV) gehören. Fast alle Linien beginnen oder enden in Jülich; die meisten Busse befahren innerhalb Jülichs einen Kernabschnitt, der sich als südliche Tangente zum Innenstadtbereich von der Haltestelle Walramplatz (ehem. Busbahnhof) am Hexenturm über die zentral gelegene Haltestelle Neues Rathaus bis zum Bahnhof erstreckt. Westlich beziehungsweise östlich dieses Kernabschnitts verzweigen sich die Linien dann zu ihren Zielen. Die meisten Linien verkehren auch samstags; sonntags sowie werktags nach 20 Uhr fahren nur Busse nach Düren (über Niederzier) sowie Aachen.
Hervorzuheben sind folgende Besonderheiten:
- Linie 220 verkehrt stündlich von Jülich nach Aachen (bis Dezember 2014 als Schnellbus SB 11 bezeichnet) und benutzt zwischen Alsdorf-Begau und Aachen (Prager Ring) die Autobahn 44. Zwischenfahrten und Abendfahrten enden in Alsdorf-Mariadorf (Haltestelle Dreieck) und haben dort Anschluss an die Aachener Stadtbuslinie 11.
- Die Schnellbus-Linie SB 20 bietet (seit Dezember 2014) fünf Fahrtenpaare im Berufsverkehr, die zwischen Jülich (Neubourheim) und Aachen durchgehend die Autobahn 44 befahren, wobei die Fahrten innerhalb Jülichs zum Teil unterschiedliche Wege nehmen und nicht alle Haltestellen anfahren.
- Linie 220 und SB 20 verkehren großenteils bis/ab Forschungszentrum Jülich, teilweise auch über Fachhochschule (Campus Jülich).
- Linie 219 pendelt 44 Mal pro Tag zwischen dem Forschungszentrum und der gleichnamigen, aber circa 2 km vom Haupttor entfernten Rurtalbahn-Station.
- Die Nacht-Linie N 1 verkehrt (seit 2001) freitags und samstags abends jeweils dreimal von Düren auf variablen Wegen nach Jülich. In Düren sind die Abfahrtszeiten auf die Spätzüge aus Köln abgestimmt; über den genauen Weg entscheidet der Fahrer je nach Zielwünschen der Fahrgäste.
- Ein Bürgerbus verkehrt (seit 2. November 2015) auf einem 65-minütigen Rundkurs durch das Stadtgebiet und bedient dabei u. a. Nordviertel, Innenstadt, Heckfeld, Bahnhof und Technologiezentrum; Start und Ziel ist die Haltestelle Jufa am Brückenkopf-Park. Der Bürgerbus ist nicht in den AVV-Tarif integriert und verkehrt vormittags und nachmittags je dreimal im 70-Minuten-Takt. Außerdem verkehrt er jeden 1. und 3. Samstag eines Monats vormittags.

Die folgende Tabelle zeigt alle derzeitigen ÖPNV-Linien (Stand Jahresfahrplan 2024):
| Linie       | Betreiber | Verlauf |
| ----------- | --------- | --- |
| 6           | ASEAG     | (Talbahnhof/Raiffeisenplatz – Krankenhaus –) Eschweiler Bushof – Dürwiß – Neu-Lohn – Fronhoven – (Weiler-Hausen – Niedermerz –) Aldenhoven – Bourheim – Jülich Walramplatz – Neues Rathaus – Jülich Bf/ZOB |
| 216         | Rurtalbus | Düren Kaiserplatz – StadtCenter – Bahnhof/ZOB – Birkesdorf – Hoven – Merken – Schophoven – Viehöven – Kirchberg – Jülich Walramplatz – Neues Rathaus – Jülich Bf/ZOB |
| 219         | Rurtalbus | Haltepunkt Forschungszentrum (Rurtalbahn) – Forschungszentrum Jülich |
| 220         | Rurtalbus | Aachen Bushof – Ludwig Forum – Talbot – Mariadorf – Hoengen – (Bettendorf – Siersdorf –) Schleiden – Aldenhoven – Neubourheim – Jülich Walramplatz – Neues Rathaus – Bahnhof/ZOB – (Krankenhaus – Solar Campus –) (Forschungszentrum Bf RTB ←) Forschungszentrum Jülich                                                                              |
| 223         | Rurtalbus | (Huchem-Stammeln – Selhausen – Krauthausen –) Daubenrath – Selgersdorf – Altenburg – Jülich Bf/ZOB – Jülich Neues Rathaus – Walramplatz |
| 235         | Rurtalbus | (Verstärkerfahrten) Girbelsrath – Merzenich – Ellen – Oberzier – Niederzier – Hambach – Stetternich – Jülich Neues Rathaus – Walramplatz |
| 238         | Rurtalbus | Düren Bf/ZOB – StadtCenter – Arnoldsweiler – Ellen – Oberzier – Niederzier (– Berg) – Hambach – Stetternich – Jülich Bf/ZOB – Jülich Neues Rathaus – Walramplatz |
| 267         | Rurtalbus | (Verstärkerfahrten) Broich – Jülich Walramplatz – Inden/Altdorf – Langerwehe Schulzentrum |
| 270         | Rurtalbus | (Jülich Schulzentrum –) Walramplatz (→ Neues Rathaus) – Jülich Bf/ZOB – Krankenhaus – Lich-Steinstraß – Solar Campus – Pattern – Mersch – Sevenich – Spiel – Hasselsweiler – Titz |
| 271         | Rurtalbus | (Verstärkerfahrten) Titz – Jülich |
| 274         | Rurtalbus | (Verstärkerfahrten) Barmen Haus Overbach – Aldenhoven / Jülich / Linnich / Titz |
| 279         | Rurtalbus | (Jülich Schulzentrum – Krankenhaus –) Jülich Bf/ZOB – Jülich Neues Rathaus – Walramplatz – Neubourheim – Koslar – Barmen – Merzenhausen – Ederen – Welz – (Floßdorf ←) Rurdorf – Linnich Rathaus – Linnich-SIG Combibloc |
| 281         | Rurtalbus | Jülich Bf/ZOB – Jülich Neues Rathaus – Walramplatz – Neubourheim – Koslar – Barmen – Merzenhausen – Ederen – Freialdenhoven – Aldenhoven |
| 284         | Rurtalbus | (Jülich Schulzentrum → Walramplatz →Neues Rathaus →) Jülich Bf/ZOB – Stetternich – Welldorf – Güsten – Höllen – Rödingen – Kalrath – Ameln – Titz – (Opherten – Mündt –) Jackerath |
| 294         | Rurtalbus | (Jülich Schulzentrum –) Walramplatz – Neues Rathaus – Jülich Bf/ZOB – Kirchberg – Viehöven – Schophoven – Merken – Inden/Altdorf – Lucherberg – Lamersdorf – Frenz – RWE/Kraftwerk – Weisweiler Frankenplatz – Weisweiler Bf |
| SB20        | Rurtalbus | Schnellbus: Aachen Bushof – Ludwig Forum – Neubourheim – Jülich Walramplatz – Neues Rathaus – (Jülich Bf/ZOB –) Krankenhaus – Solar Campus – (Forschungszentrum Bf RTB ←) Forschungszentrum Jülich |
| SB70        | Rurtalbus | Schnellbus: Jülich Walramplatz (→ Neues Rathaus) – Jülich Bf/ZOB – Krankenhaus – Solar Campus – Brainergy Park – Mersch – Titz |
| RufBus 223  | Rurtalbus | Rufbus: Jülich Walramplatz – Neues Rathaus – Jülich Bf/ZOB – Altenburg – Selgersdorf – Daubenrath (Mo–Fr tagsüber) |
| RufBus 279  | Rurtalbus | Rufbus: Jülich Bf/ZOB – Jülich Neues Rathaus – Walramplatz – Koslar – Barmen – Merzenhausen – Ederen – Welz – Rurdorf – Linnich-SIG Combibloc (Sa tagsüber) |
| RufBus 294b | Rurtalbus | Rufbus: Jülich Walramplatz – Neues Rathaus – Jülich Bf/ZOB – Kirchberg – Viehöven – Schophoven (Sa tagsüber) |
| AST         | Rurtalbus | AnrufSammelTaxi: Mo–Fr abends, Sa nachmittags/abends, So Jülich Bf/ZOB – Jülich Innenstadt – Kirchberg – Bourheim – Engelsdorf – Aldenhoven – Niedermerz – Schleiden – Siersdorf – Dürboslar – Freialdenhoven |
| AST         | Rurtalbus | AnrufSammelTaxi: Mo–Fr abends, Sa nachmittags/abends, So Jülich Bf/ZOB – Jülich Innenstadt – Altenburg – Daubenrath |
| AST         | Rurtalbus | AnrufSammelTaxi: Mo–Fr abends, Sa nachmittags/abends, So Jülich Bf/ZOB – Jülich Innenstadt – Koslar / Merzenhausen – Barmen – Floßdorf / Erzelbach / Boslar – Welz / Ederen / Rurdorf – Kofferen / Hottorf – Gereonsweiler – Gevenich / Kiffelberg – Glimbach – Körrenzig                                                                            |
| AST         | Rurtalbus | AnrufSammelTaxi: Mo–Fr abends, Sa nachmittags/abends, So Jülich Bf/ZOB – Jülich Innenstadt – Lich-Steinstraß / Stetternich – Pattern / Welldorf – Mersch / Serrest / Güsten – Hompesch / Sevenich / Höllen – Müntz / Spiel / Rödingen / Bettenhoven – Ameln / Hasselsweiler / Ralshoven – Gevelsdorf / Kalrath – Titz – Mündt / Opherten – Jackerath |
| N1          | Rurtalbus | Nachtbus: nur in den Nächten Fr/Sa und Sa/So Düren Bf/ZOB → Kaiserplatz → Birkesdorf → Huchem-Stammeln → Jülich → Niederzier → Arnoldsweiler |
| Disco-Bus   | Rurtalbus | DiscoBus: nur in den Nächten Fr/Sa (kein AVV-Tarif) Jülich Neues Rathaus – Walramplatz – Koslar – Barmen – Abwz. Floßdorf – Rurdorf – Linnich Rathaus – Glimbach – Körrenzig – Rurich – Baal Bf – Abzw. Doverheide – Hückelhoven – Himmerich |

Aus der Geschichte des Busverkehrs im Jülicher Land hervorzuheben sind
- eine internationale Fernbus-Linie der Deutschen Touring, die von 1951–1953 bis 1971–1972 von Frankfurt am Main über Jülich nach Oostende verkehrte
- das umfangreiche Werkverkehrs-Netz des Forschungszentrums (KFA), das in den 1970er und 1980er Jahren aus circa 20 Linien bestand, die nur Werksangehörigen zugänglich waren
- die Aufspaltung langer regionaler Linien wie Aachen – Jülich – Düsseldorf oder Geilenkirchen – Jülich – Köln in immer kürzere Einzellinien
- die Aufgabe der Eilbusse, die nicht an allen Haltestellen anhielten, Anfang der 1980er Jahre
- die Versuche der Dürener Kreisbahn (DKB), Mitte der 1980er Jahre einen City-Ringbus innerhalb Jülichs zu etablieren
- die Einstellung des Sonntagsverkehrs auf den meisten Linien Ende der 1980er bis Mitte der 1990er Jahre
- die Kappung ehemals durchgehender Linien insbesondere Richtung Norden an den Kreisgrenzen in den 1990er Jahren, was unter anderem zur Folge hatte, dass die Bahnstrecke Köln – Mönchengladbach von Jülich aus nicht mehr mit dem ÖPNV erreichbar ist
- die weitestgehende Ausrichtung der Fahrpläne fast aller Buslinien auf die Rurtalbahn, die mit der Übernahme der Schienenstrecke durch die Dürener Kreisbahn 1993 erfolgte
- die weitgehende Einstellung der zur Schiene parallelen Buslinien (1993 Linie 223 Jülich – Düren, 2002 Linie 295 Jülich – Linnich)
- Aufstieg und Niedergang des 1963 eingerichteten[47] Busbahnhofs am Walramplatz sowie 1998 die Inbetriebnahme des neuen Zentralen Omnibus-Bahnhofs (ZOB) direkt neben dem Rurtalbahn-Bahnsteig im Bahnhof Jülich

### Fernstraßen
- An der BAB 4 besteht die Autobahnanschlussstelle Düren (7), an der BAB 44 ermöglichen die Anschlussstellen Jülich Ost/Mersch (8) An- und Abfahrten Richtung Düsseldorf und Jülich West/Koslar (7) An- und Abfahrten Richtung Aachen.
- Die Bundesstraße 1 verlief früher von Aachen kommend in Jülich über die Aachener Landstraße, Große Rurstraße und Neusser Straße weiter in Richtung Düsseldorf, wurde allerdings herabgestuft, nachdem 1975[48] der Abschnitt Aldorf – Jülich – Jackerath der Autobahn 44 in Betrieb gegangen war.
- Die Bundesstraße 55 begann früher als Römerstraße in Jülich und führte schnurgerade in Richtung Köln; als ihr Verlauf in den 1980er Jahren durch die Sophienhöhe unterbrochen wurde, wurde sie neu trassiert, und seitdem liegt ihr Beginn an der Autobahn-Anschlussstelle Jülich Ost/Mersch.
- Die Bundesstraße 56 verläuft, aus Richtung Düren kommend, durch das südliche Stadtgebiet und mündet an der Anschlussstelle Jülich West/Koslar in die A 44, der sie bis Aldenhoven folgt, um sie dort über Geilenkirchen in Richtung niederländische Grenze bei Selfkant/Sittard zu verlassen.

## Kultur und Sehenswürdigkeiten

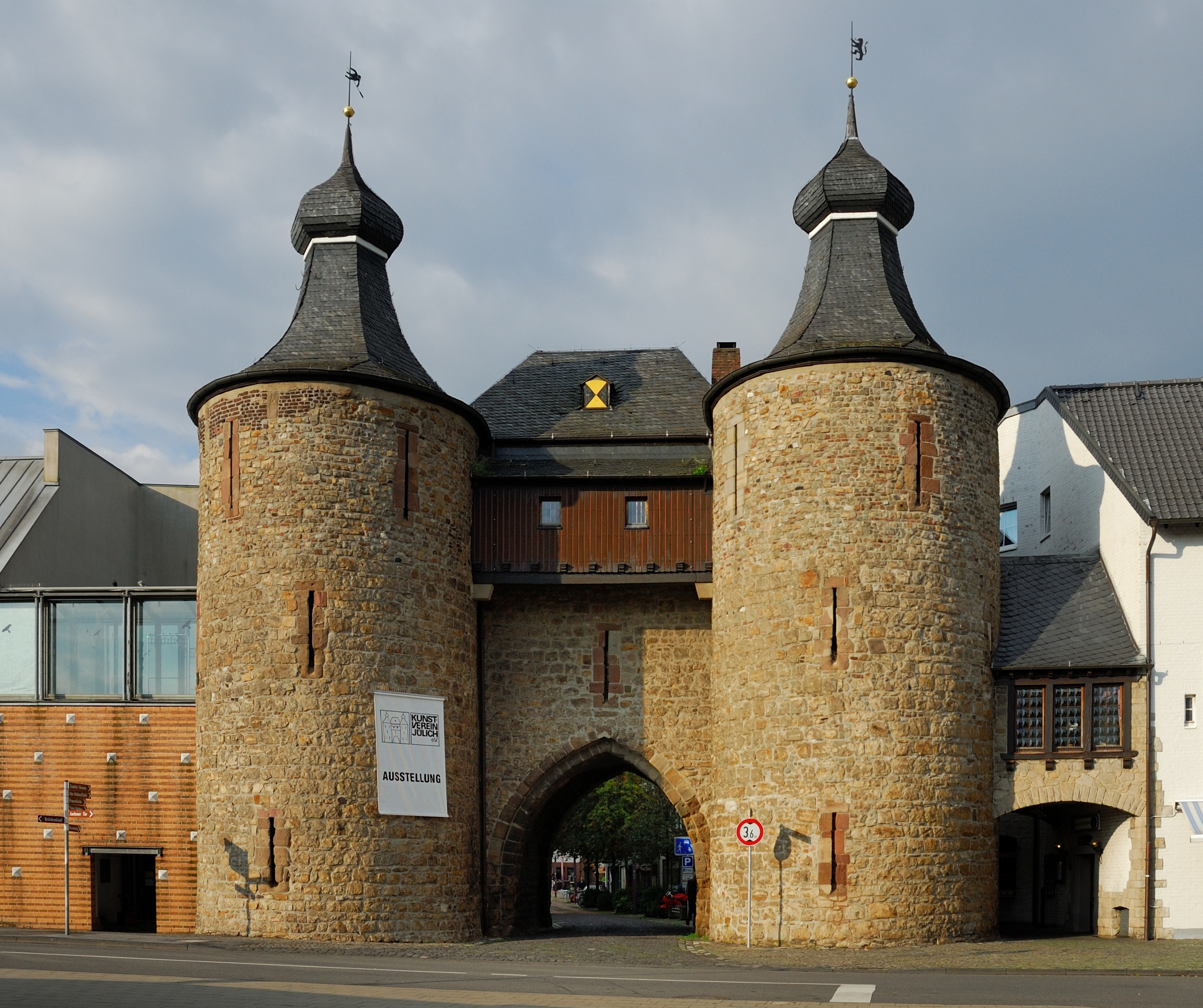
Hexenturm Jülich (2009)

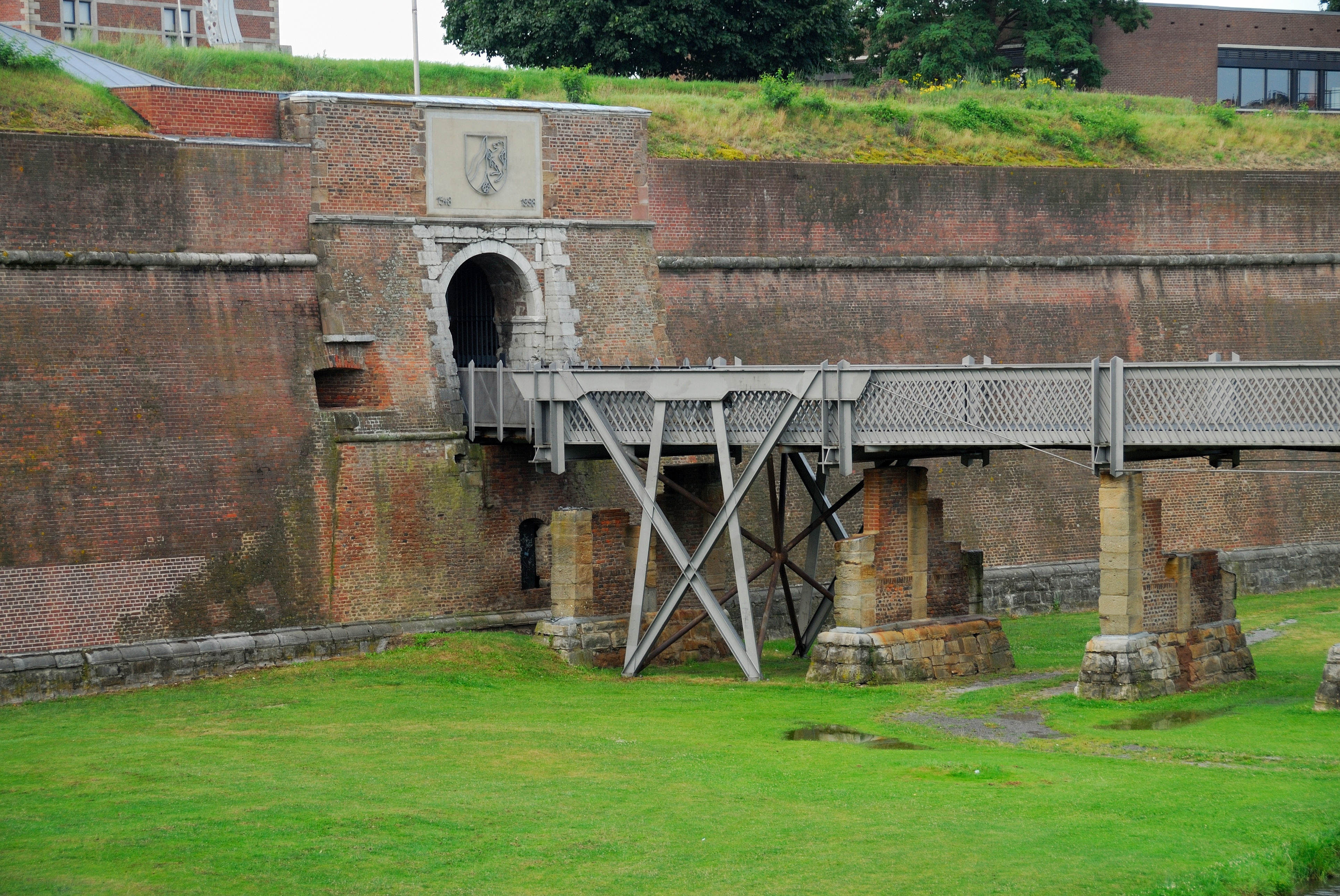
Zitadelle Jülich, Südtor mit Geschützscharte (2009)

### Museen
- Museum Zitadelle
- Stadtgeschichtliches Museum

### Bauwerke
Besonders hervorzuheben sind:
- das Aachener Tor
- der napoleonische Brückenkopf
- der Hexenturm, ursprünglich „Rurtor“ genannt
- die Propsteikirche St. Mariä Himmelfahrt mit den Reliquien der seligen Christina von Stommeln
- die Zitadelle

Die Sendetürme des 1956 errichteten Kurzwellenzentrums Jülich wurden 2010 abgerissen.
Alle Baudenkmäler der Stadt sind in der Liste der Baudenkmäler aufgeführt.

### Sonstiges
- Aufgrund ihrer einmaligen demographischen Struktur mit einer rheinisch-katholischen Stammbevölkerung und sehr vielen Zuzüglern durch das Forschungszentrum und das Reichsbahnausbesserungswerk wurde Jülich im letzten Viertel des 20. Jahrhunderts Gegenstand einer bedeutenden soziologischen Studie durch amerikanische Wissenschaftler. Auch wenn die Stadt darin nicht mit Namen genannt wird, ist durch die Beschreibung unverkennbar, dass nur sie gemeint sein kann.
- Das kulturelle und soziale Klima in der Stadt ist durch den hohen Anteil an Akademikern geprägt, es gibt für eine Stadt dieser Größe viele Kulturveranstaltungen sowie drei Gymnasien für etwas über 30.000 Einwohner, gleichzeitig aber nur eine Sekundarschule.
- In der Stadthalle finden regelmäßig Theater-Aufführungen statt, u. a. auch eigene Produktionen.[49]
- Jülich hat eine sehr aktive und vielseitige Musikszene: überregional bekannte Bands aus Jülich sind beispielsweise The Blue Beat, D-Sailors, Koroded und PsychoLuna.

### Lokale Bräuche

#### Muttkrate
In Jülich Geborene werden Muttkrat (Mehrzahl: Muttkrate) genannt. Auch wenn die Herkunft des Wortes wenig schmeichelhaft ist: Die Bezeichnung leitet sich aus den Worten Mutt (Schlamm) und Krat (Kröte) ab. Die Kröten verkrochen sich bei Gefahr im Schlamm der Festungsgräben. Zudem wurde Jülich auf einem Sumpfgebiet errichtet, wovon heute noch die Rurauen zeugen, was ein weiterer Ursprung des „Spitznamens“ ist.
In Erinnerung an diese Jülicher Originale wurde während der Landesgartenschau an der neuen Hauptorgel der katholischen Propsteikirche eine „Muttkrat“ als Orgel„pfeife“ installiert. Sie gibt ein für Kirchenorgeln einmaliges Quaken von sich. Der Freundeskreis Ellritzen stiftete außerdem den Muttkrat-Brunnen, der am 7. Juli 2011 enthüllt und in Betrieb genommen wurde. Vier Bronzefiguren, die auf verschiedene Weise mit Jülich verknüpft sind, stehen bei diesem vom Bonifatius Stirnberg gestalteten Brunnen im Mittelpunkt: Der Architekt Alessandro Pasqualini, der die Jülicher Idealstadtanlage entwarf, der Jülicher Landschaftsmaler Johann Wilhelm Schirmer, ein Forscher mit Rundkolben und Elementarzelle und ein Bauer mit Getreideähren und Zuckerrüben, den typischen Erzeugnissen der Jülicher Region. Minerva, die Göttin der Weisheit, hält ihre Hände über den Brunnen. Alle Figuren werden durch teilweise bewegliche Muttkrate begleitet.

#### Lazarus Strohmanus
Zum Jülicher Karneval gehört seit mehr als dreihundert Jahren der Brauch des Lazarus Strohmanus. Lazarus, eine blau-weiß bekleidete Strohpuppe, wird am Veilchendienstag durch die Stadt getragen und an zentralen Orten mit einem Sprungtuch in die Luft geworfen („gepreckt“). Nach Einbruch der Dunkelheit wird der Lazarus bei einem großen Hochfeuerwerk von der Stadionbrücke aus in der Rur versenkt.

## Persönlichkeiten

### In Jülich geboren
- Bogun von Wangenheim, Oskar (1830–1885), Generalleutnant und Kommandeur der 9. Division
- Bojowald, Martin (* 1973), Physiker
- Dank, Franz (1928–1997), Maler und Kunstprofessor
- Dassler, Britta (* 1964), Politikerin, MdB
- Dürbeck & Dohmen, Komponistenduo, bestehend aus René Dohmen (* 1966) und Joachim Dürbeck (* 1967)
- Emonds, Hilarius (1905–1958), Benediktiner, Liturgiewissenschaftler
- Englerth, Carl (1756–1814), Wegbereiter des Eschweiler Bergwerks-Vereins
- Ernst, Philipp (1862–1942), Lehrer und Maler, Vater von Max Ernst
- Fischer, Anton (1840–1912), Erzbischof des Erzbistums Köln
- Fischer, Hannelore (* 1956), Kunsthistorikerin
- Fischer, Peter (1883–1936), preußischer Landrat und Regierungsvizepräsident
- Frauenrath, Herbert (1946–2018), Chemiker
- Frey, Karl (1928–2022), Politiker und Landtagsabgeordneter
- Fuchs, Axel (* 1967), Bürgermeister von Jülich
- Fuchsius, Johann Engelbert (1754–1823), Jurist und Politiker
- Gailkircher, Johannes (1543–1621), Rechtswissenschaftler, Hochschullehrer in Ingolstadt, Verwaltungsjurist im Erzherzogtum Österreich, der Reichsstadt Augsburg und im Herzogtum Bayern
- Gailkircher, Leonhard (* um 1545/50; † 1585), Präzeptor der jungen Freiherrn von Wolkenstein-Rodenegg und zweier Söhne von Hans Fugger in  Italien, dort gestorben
- Groebel, Jo (* 1950), Medienpsychologe
- Groos, Otto (1882–1970), Marineoffizier, zuletzt Admiral im Zweiten Weltkrieg
- Hafke, Hans Günter (1949–2011), Landtagsabgeordneter
- Hahn, Jasmin (* 1971), Schauspielerin und Rezitatorin
- Theodor von Hallberg-Broich (1768–1862), Schriftsteller, Forschungsreisender
- Heller, Paul (* 1971), Jazz-Saxophonist
- Herrmann, Torsten (* 1981), Komponist
- Jungbluth, Wilhelm (1832–1889), Landrat und Oberregierungsrat
- Jussen, Heinz (* 1941), Realschullehrer und Friedensaktivist
- Kalkberner, Johann (um 1560–um 1616), Goldschmied und Bürgermeister der Reichsstadt Aachen
- Krauthausen, Max (* 2002), Kinderdarsteller
- von Langen, Hermann (1819–1893), preußischer Generalmajor
- Laven, Rolf (* 1966), Künstler, Hochschulprofessor
- Leipertz, Robert (* 1993), Fußballspieler
- Lindequist, Oskar von (1838–1915), königlich preußischer Generalfeldmarschall
- Loup, Ully (* 1961), Illusionist
- Majewski, Marco (* 1984), Bodybuilder
- Meyer, Alexander (* 1983), Fußballspieler
- Mommertz, Johannes (* 1893), Architekt, Regierungsbaumeister
- von Müller, Otto (1875–1976), Tennisspieler, Olympiateilnehmer, Offizier und Adjutant von Kronprinz Wilhelm
- Müller, Petra (* 1960), Architektin und Politikerin, Mitglied des Bundestages
- Nesselrath, Heinz-Günther (* 1957), Professor für Klassische Philologie in Göttingen
- Nickel, Goswin (1582–1664), zehnter Ordensgeneral der Jesuiten
- Ohrem, Kai (* 1978), Theaterregisseur
- Pastor, Hanns (1917–2009), Maler der Avantgarde und Kunsterzieher
- Rausch, Leonhard (1813–1895), Landschaftsmaler und Kupferstecher
- Schiffer, Herb (* 1936), Künstler
- Schirmer, Johann Wilhelm (1807–1863), Landschaftsmaler und Grafiker
- Schirmer, Philipp (1810–1871), Landschafts- und Porträtmaler, Fotograf
- Schmidt, Siegfried J. (1940–2025), Philosoph und Kommunikationswissenschaftler
- Schmitz, Oliver (* 1968), Chemiker und Hochschullehrer
- Schneider, Jan Georg (* 1967), Sprachwissenschaftler und Hochschullehrer
- Schregel, Josef (1865–1946), Dichter
- Sommer, Christian (1767–1835), Jurist und Jakobiner, geboren in Mersch
- Stock, Friedrich August (1872–1942), Bratscher, Komponist und Dirigent
- Stoffels, Norbert (1936–2013), Abt von Neresheim
- Waldenfels, Rudolf von (* 1965), Schauspieler und Schriftsteller
- Weyer, Johann Bartholomäus von (* um 1635/40; † 1708), römisch-katholischer Geistlicher
- Wiedensohler, Alfred (* 1955), Physiker
- Witting, Carl (1823–1907), Komponist und Musikdirektor

### Mit Bezug zur Stadt
- Blanche, René (* 1982), Schauspieler, Regisseur, Inszenierungspädagoge, Theaterintendant und Schauspielschulleiter
- Bünau, Heinrich von (1778–1834), Kommandant der Festung Jülich
- Buchal, Christoph (* 1947), Physiker und Buchautor
- Dahmen, Michael (* 1981), Opern- und Konzertsänger, wuchs in Jülich auf
- Dummer, Karl-Otto (1932–2009), Seemann und einer von sechs Überlebenden beim Untergang des Segelschiffs Pamir im Jahre 1957, lebte im Stadtteil Selgersdorf
- Gracht, Heiko A. von der (* 1978), Zukunftsforscher, wuchs in Jülich auf
- Grünberg, Peter (1939–2018), Nobelpreisträger für Physik
- Johnen, Wilhelm (1902–1980), Politiker
- Jungbluth, Joseph (1807–1886), Jülicher Bürgermeister, Abgeordneter im Vereinigten Landtag, im Vorparlament und in der Ersten und Zweiten Preußischen Abgeordnetenkammer
- Kurtz, Franz (1825–1902), Erfinder
- Neumann, Hartwig (1942–1992), Festungsforscher
- Pasqualini, Alessandro (1493–1559), italienischer Architekt, Planer der Zitadelle Jülich
- Gustav von Rauch (1774–1841), preußischer General der Infanterie und Generalinspekteur der preußischen Festungen, später Kriegsminister
- Hans-Günther Richter (* 1933), Professor für Kunsterziehung in Köln
- Rösler, Manuel (* 1972), Komponist